# Bad Essen
Bad Essen is een gemeente en kuuroord in de Duitse deelstaat Nedersaksen en gelegen in het oostelijk deel van het Landkreis Osnabrück. Bad Essen telt 15.828 inwoners. Enkele naburige steden zijn onder andere Bielefeld en Osnabrück.
Het wapenschild van de gemeente Bad Essen bestaat uit een zwarte rand, een witte achtergrond met een blauw watermolenrad en blauwe golven aan de onderkant. Met de kantelen in de witte achtergrond benadrukt Bad Essen dat het vroeger bij Wittlage hoorde. Het begrip „Bad“ komt tot uiting in de golven aan de voet van het wapen en het watermolenrad stamt uit de oudheid.

## Geografie
Bad Essen ligt in het overgangsgebied tussen het Teutoburger Wald en de Noord-Duitse Laagvlakte. Het Wiehengebergte bedekt het zuidelijke deel van de gemeente, waar ook het hoogste punt ligt met 215 m hoogte bij de buurtschap Büscherheide. Het noordelijke deel is vrij vlak en ligt slechts op 50 m hoogte. De rivier de Hunte stroomt van zuid naar noord door Bad Essen en komt uit in het Mittellandkanaal dat van west naar oost door de gemeente loopt.
Bad Essen ligt met zijn historische kern aan de Deutsche Fachwerkstraße en in het Naturpark TERRA.vita. De gemeente ligt tevens aan de Europese wandelroute E11. Dit gedeelte van de E11 is ook wel bekend als de Wittekindsweg.
De gemeente Bad Essen grenst met de wijzers van de klok mee vanuit het noorden aan Stemwede, Preußisch Oldendorf (beide Kreis Minden-Lübbecke in Noordrijn-Westfalen), Melle, Bissendorf, Ostercappeln en Bohmte.

## Delen van de gemeente
Waar niet genoemd, is het inwonertal van de Ortsteile kleiner dan 500 (uitgezonderd Bad Essen zelf).
Hier kan een overzichtskaart van de gemeente worden gedownload: Gemeente toeristische kaart
- Bad Essen
- Barkhausen
- Brockhausen
- Büscherheide
- Dahlinghausen
- Eielstädt
- Harpenfeld, ca. 650 inwoners (2017) met Schloss Hünnefeld
- Heithöfen
- Hördinghausen
- Hüsede
- Linne
- Lintorf, ca. 1.850 inwoners (2017)
- Lockhausen, ca. 750 inwoners (2017) met Schloss Ippenburg
- Rabber, 950 inw. (2017)
- Wehrendorf, ca. 1.500 inw.
- Wimmer ca. 1.100 inw.
- Wittlage, ca. 1.600 inw.

## Ligging, verkeer, vervoer
De gemeente ligt aan de noordkant van het Wiehengebergte.
Tussen Bad Essen en Bohmte ligt een vliegveldje dat voor licht vliegverkeer en zweefvliegen wordt gebruikt. Het heeft alleen een graspiste.
Het treinverkeer van de Wittlager Kreisbahn, van Bohmte naar Bad Essen is in de 20e eeuw al opgeheven. Alleen van Wehrendorf rijdt af en toe nog een goederentrein naar Bohmte v.v. Verder rijden er van tijd tot tijd stoomtreinen voor toeristische ritten.
Er zijn vanuit Bad Essen talrijke busverbindingen, vooral met Osnabrück, waarheen zelfs een nachtbus rijdt, maar ook met de meeste omliggende dorpen.
Ongeveer 20 km zuidwaarts ligt Melle. Bij die plaats is een afrit van de Autobahn A30.
De gemeente ligt aan het in 1916 geopende deel van het Mittellandkanaal. Naast twee jachthavens heeft Bad Essen, in het Ortsteil Wehrendorf, ook een kleine binnenhaven voor vrachtschepen; deze is voorzien van een portaalkraan.

## Geschiedenis

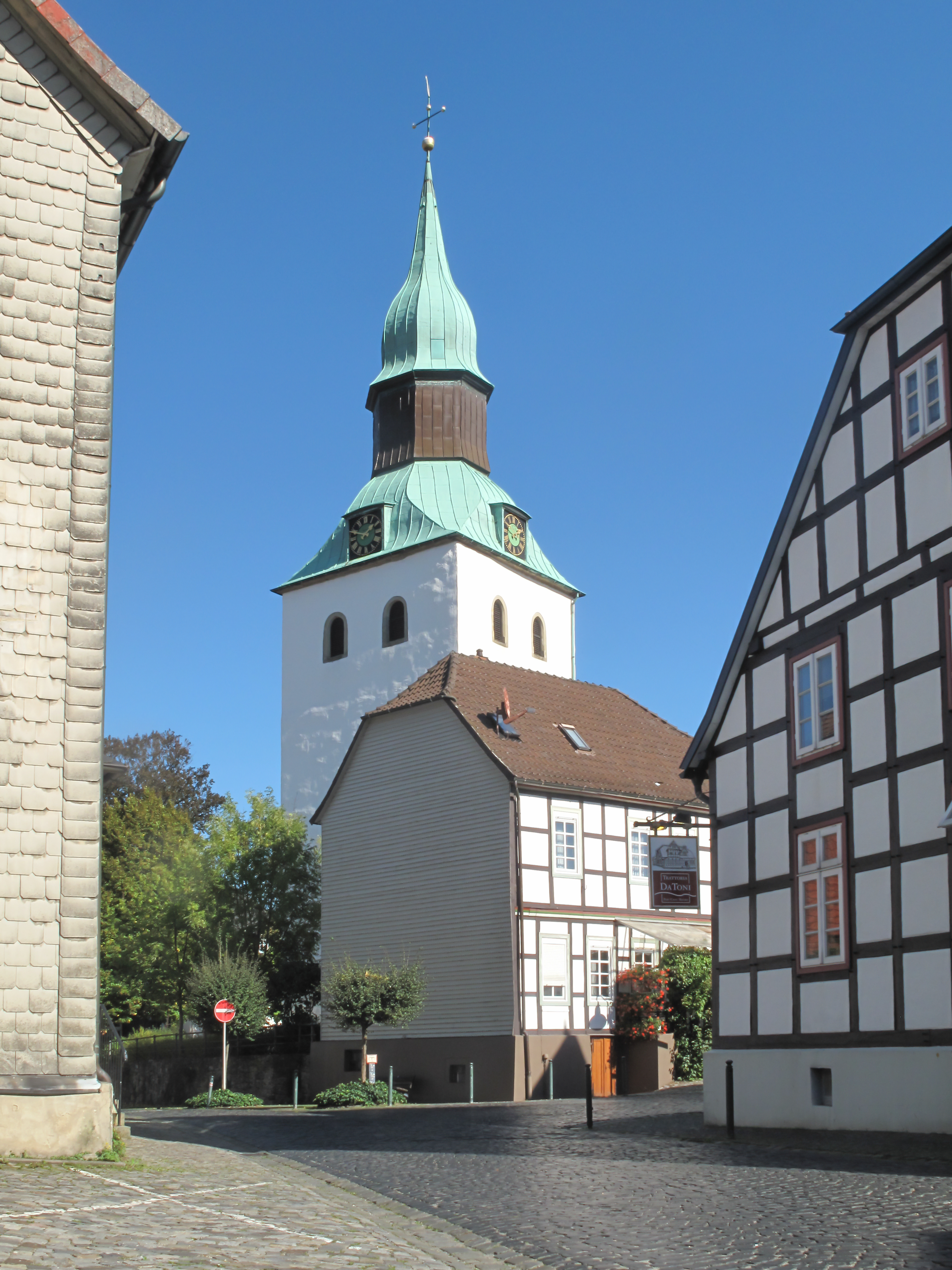
Bad Essen, kerk: Sankt Nikolauskirche

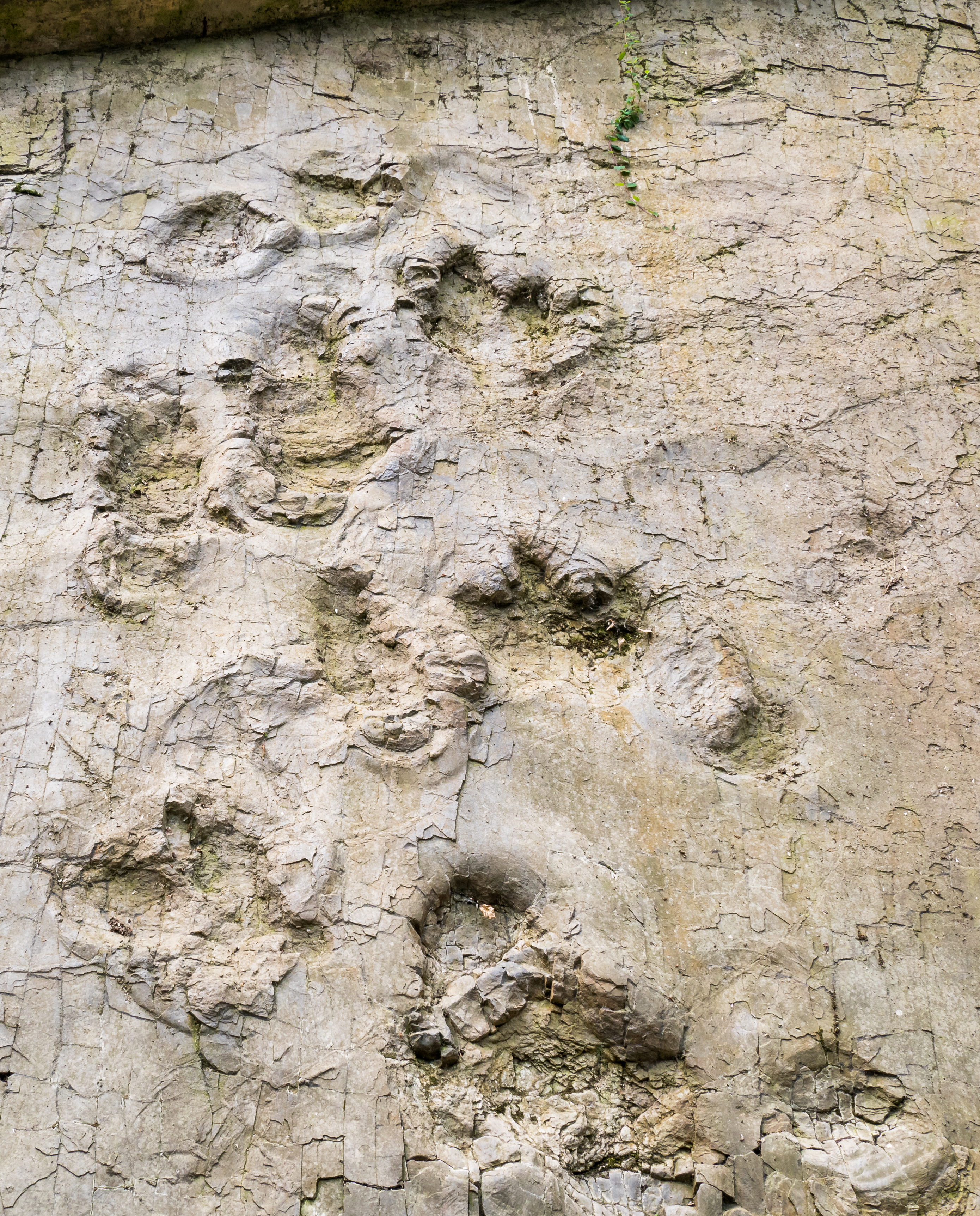
sauropoda- en theropoda-sporen Barkhausen
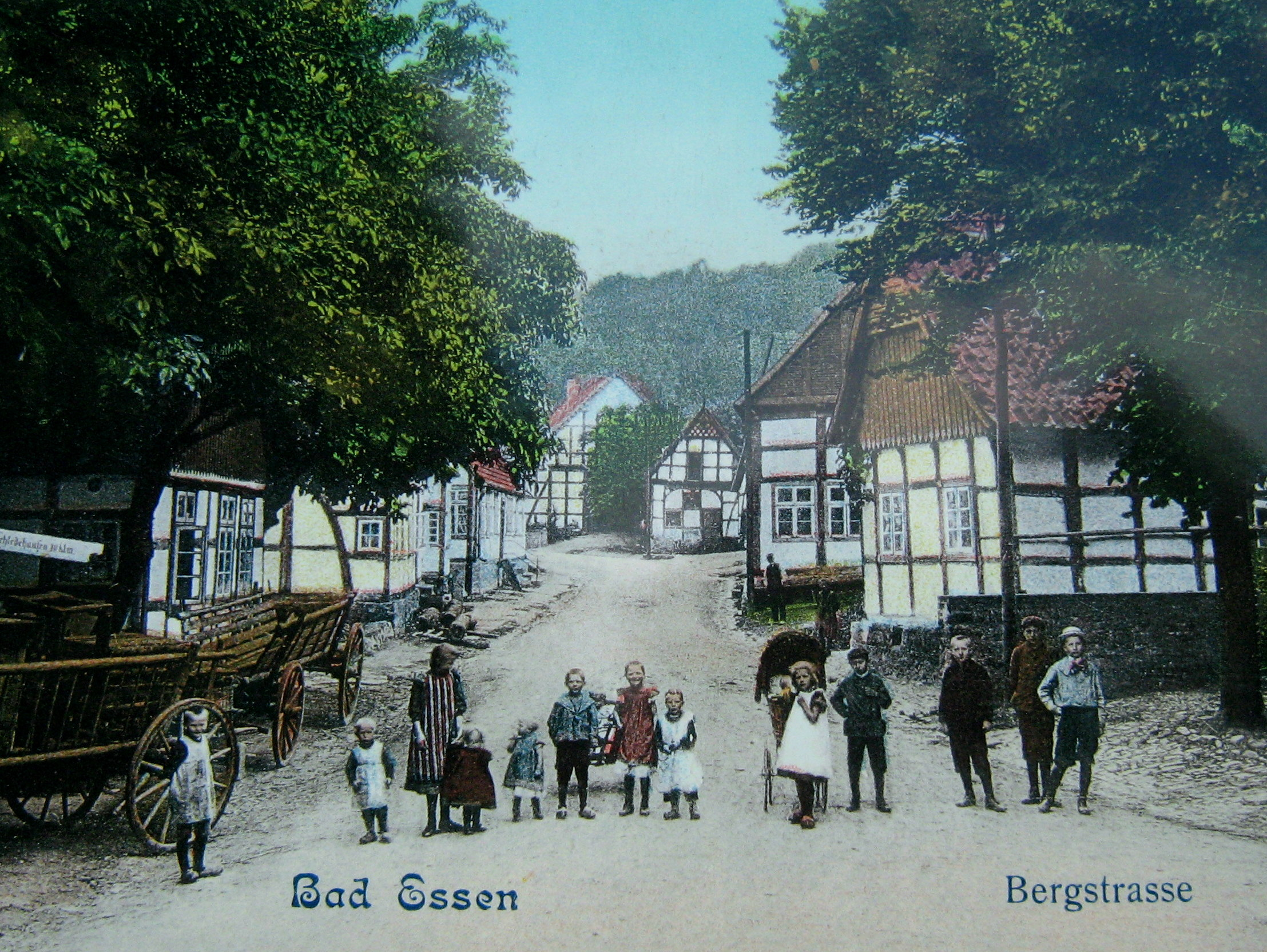
De Dorfstraße ca. 1900

In een buiten gebruik gestelde steengroeve in het Ortsteil Barkhausen van de gemeente zijn sporen van dinosauriërs (Theropoda, 1 soort en Sauropoda, 1 soort; ouderdom mogelijk 150 miljoen jaar) ontdekt.
(Bad) Essen werd voor het eerst officieel in het jaar 1075 genoemd. Rond deze tijd werden de kerkdorpen Wernapi (Wehrendorf), Barkhausen, Essen en Lintorf gesticht.
In 1309 werd met de bouw van de burcht Wittlage begonnen; hiermee wilde de bisschop van Osnabrück zijn aanspraak over het gebied veilig stellen. Het Bisdom Osnabrück behield, met enige korte onderbrekingen, tot 1802 de wereldlijke macht in het gebied van Bad Essen.
In 1899 werd in Bad Essen gestart met de aansluiting op het spoorwegnet van de Wittlager Kreisbahn. Het eerste deel liep van Bohmte via Bad Essen naar Holzhausen-Heddinghausen en werd in 1900 geopend. Het gemeentegebied bezat met zijn 9 spoorwegstations en haltes een belangrijke infrastructuur, die, zeker na de opening in 1915 van het Mittellandkanaal, vooral in Wehrendorf een economische opwaardering van het gebied betekende.
Sinds 1902 mag Bad Essen als een officieel kuuroord de titel "Bad" dragen vanwege de aanwezigheid van geneeskrachtige bronnen.
Het gebied van de tegenwoordige gemeente Bad Essen werd door gemeentelijke herindeling in 1972 bepaald en is opgebouwd uit de gemeentes Bad Essen, Barkhausen, Brockhausen, Büscherheide, Dahlinghausen, Eielstädt, Harpenfeld, Heithöfen, Hördinghausen, Hüsede, Linne, Lintorf, Lockhausen, Rabber, Wehrendorf, Wimmer en Wittlage. De voormalige landkreis Wittlage werd opgeheven en de nieuw ontstane gemeente Bad Essen behoort sindsdien tot het landkreis Osnabrück.
Bad Essen kreeg vanaf het begin van de jaren zestig te maken met grote veranderingen. Ter versterking van de NAVO-luchtverdediging begon in 1959 de opbouw van de geleide wapengordel in Centraal-Europa en werd de 1e Groep Geleide Wapens (1GGW) opgericht. Deze eenheid van de Koninklijke Luchtmacht werd geplaatst in de toenmalige Bondsrepubliek Duitsland. 1GGW (later 12 GGW) bestond uit vier operationele geleide-wapeneenheden, uitgerust met de door de Verenigde Staten ter beschikking gestelde Nike Hercules luchtdoelraketten; het 121e squadron was een van de vier operationele eenheden en werd gelegerd in Bad Essen. De komst van enkele honderden Nederlandse militairen en hun gezinnen, die werden gehuisvest in Bad Essen en in het naburige Bohmte, betekende een welkome economische impuls. Vanwege bezuinigingen werd het 121e squadron in 1975 opgeheven.
In 2010 vond in de gemeente de Landesgartenschau voor deelstaat Nedersaksen plaats, te vergelijken met een kleinere tegenhanger van de Floriade in Nederland. Dit leidde tot het overal in de gemeente opknappen en aanleggen van tuinen, parken, kunstwerken in de openbare ruimte e.d.

## Economie
Het toerisme is, mede omdat de plaats een kuuroord is, de hoofdpijler van de locale economie.
In de gemeente staan enkele industrieterreinen met in hoofdzaak midden- en kleinbedrijf. De grootste werkgevers zijn een fabriek van mayonaise en aanverwante sauzen, een groot aannemersbedrijf en een fabriek van displays en ander meubilair voor in winkels e.d.

## Kuurbedrijf, cultuur, toerisme
De gemeente streeft een gematigd "soft-tourism"-beleid na, uitgaand van duurzaamheid en harmonie tussen bewoners en bezoekers. De plaats heeft een Cittaslow-keurmerk.

### Kuurbedrijf

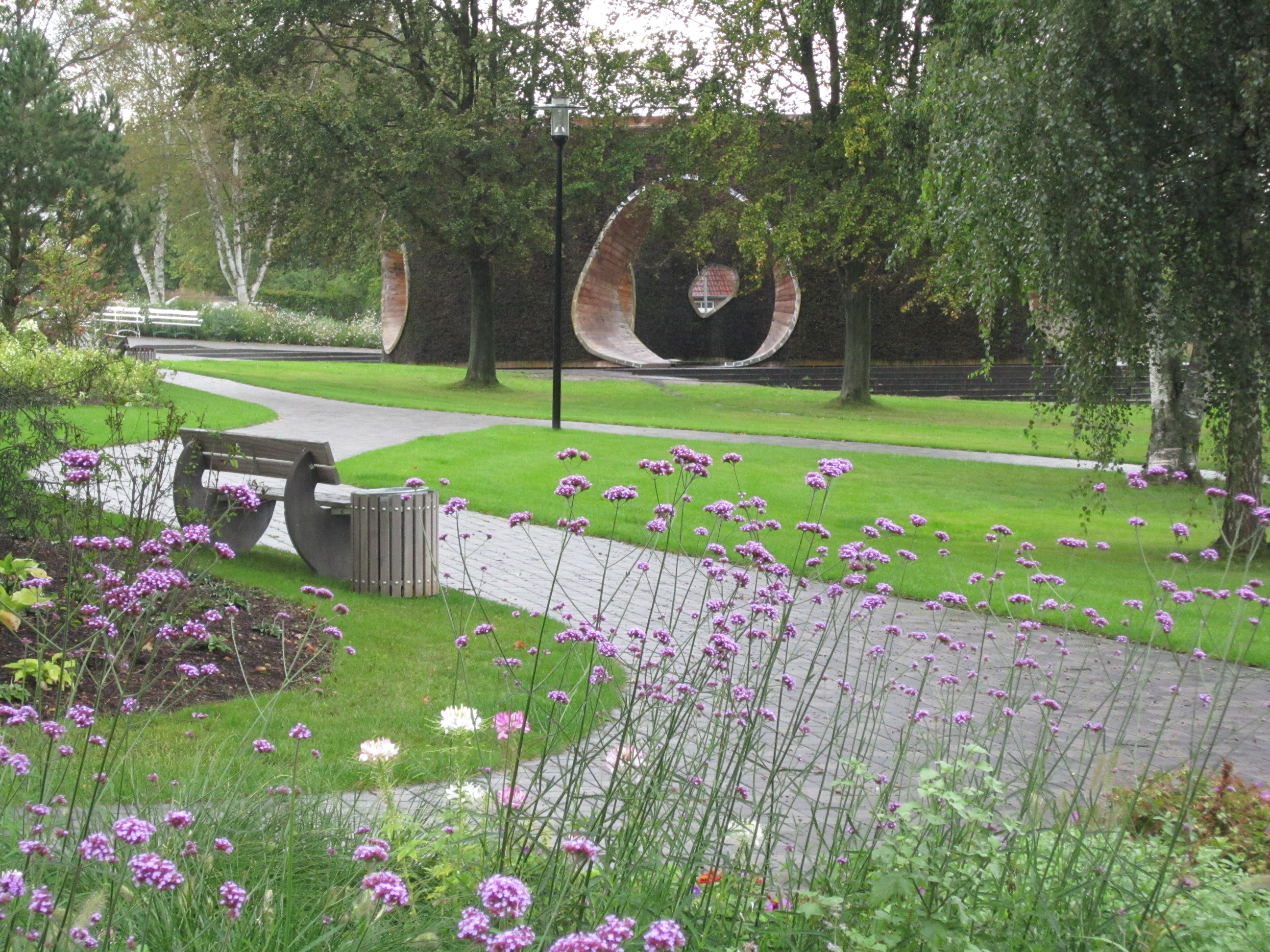
Kuurpark (foto uit 2011) met de zgn.„Sole-Arena“, een klein gradeerwerk
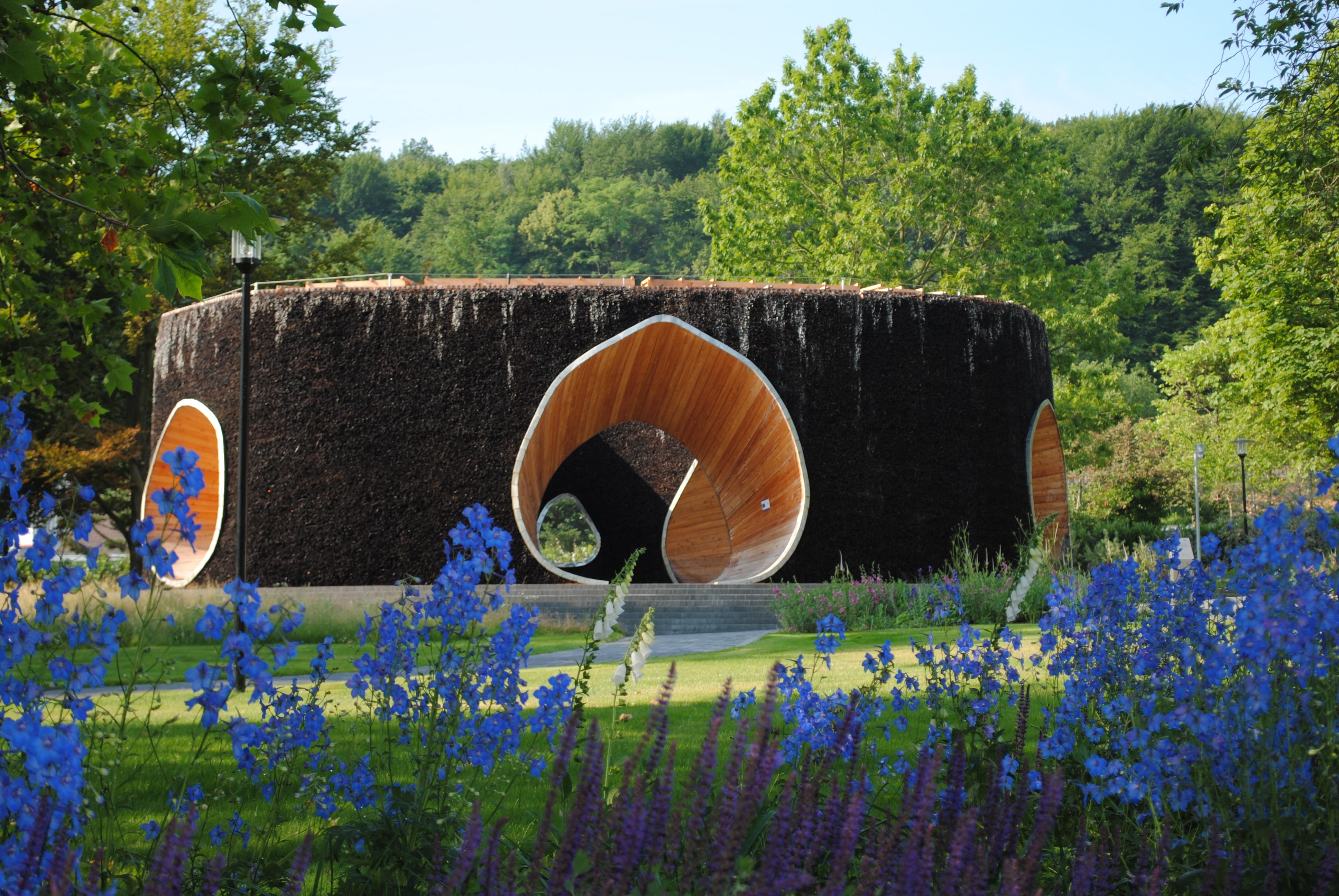
Gradeerwerk "SoleArena" in het kuurpark

Bad Essen is een kuuroord met geneeskrachtige bronnen. Voorzieningen hiervoor zijn:
- Thermalsole-Freibad in Bad Essen
- Paracelsus-Berghofklinik in Essenerberg - Behandeling van reumatische aandoeningen
- een klein gradeerwerk

Als uitvloeisel van het kuurbedrijf hebben zich enige klinieken, o.a. voor geestesziekten, in de gemeente gevestigd.

### Toerisme
Bad Essen ligt met zijn historische kern aan de Deutsche Fachwerkstraße en in het Naturpark TERRA.vita. De gemeente ligt tevens aan de Europese wandelroute E11. Dit gedeelte van de E11 is ook wel bekend als de Wittekindsweg.
- Tussen Bad Essen kan men met historische stoomtreinen op de Wittlager Kreisbahn toeristische ritten maken naar Bohmte en terug.
- Aan het Mittellandkanaal liggen binnen het gemeentegebied twee jachthavens.
- In de zomer kan men tijdens het zgn. Hafenfest de jaarlijkse drakenbootrace op het Mittellandkanaal meebeleven, ieder dorp in de gemeente doet met één team mee

### Bezienswaardigheden en monumenten
- Het centrum van Bad Essen is rijk aan schilderachtige, oude vakwerkhuizen.
- De oude watermolen in Bad Essen is nog maalvaardig. Af en toe zijn er demonstraties voor de toeristen.
- Kasteel Hünnefeld, ten westen van Harpenfeld, even ten noorden van het Mittellandkanaal, wordt nog bewoond door een adellijke familie. Enkele vertrekken zijn zo nu en dan toegankelijk voor publiek. Het kasteel wordt omgeven door een park. In het voormalige rentmeestershuis van het kasteel, een vakwerkhuis, is een bed & breakfast ingericht.
- Het pas in de 19e eeuw in opvallende neogotische stijl gebouwde kasteel Ippenburg, tussen Harpenfeld en de ten noordoosten daarvan stromende Hunte, wordt eveneens particulier bewoond. De hier wonende gravin is een groot liefhebster van Engelse tuinarchitectuur. Toen in 2010 de Landesgartenschau Niedersachsen gehouden werd, liet zij het kasteelpark dan ook renoveren. Dit kasteelpark wordt als één der grootste bezienswaardigheden van Bad Essen beschouwd.

Enige malen per jaar is een gedeelte van het kasteel zelf open voor bezoekers.

## Galerij

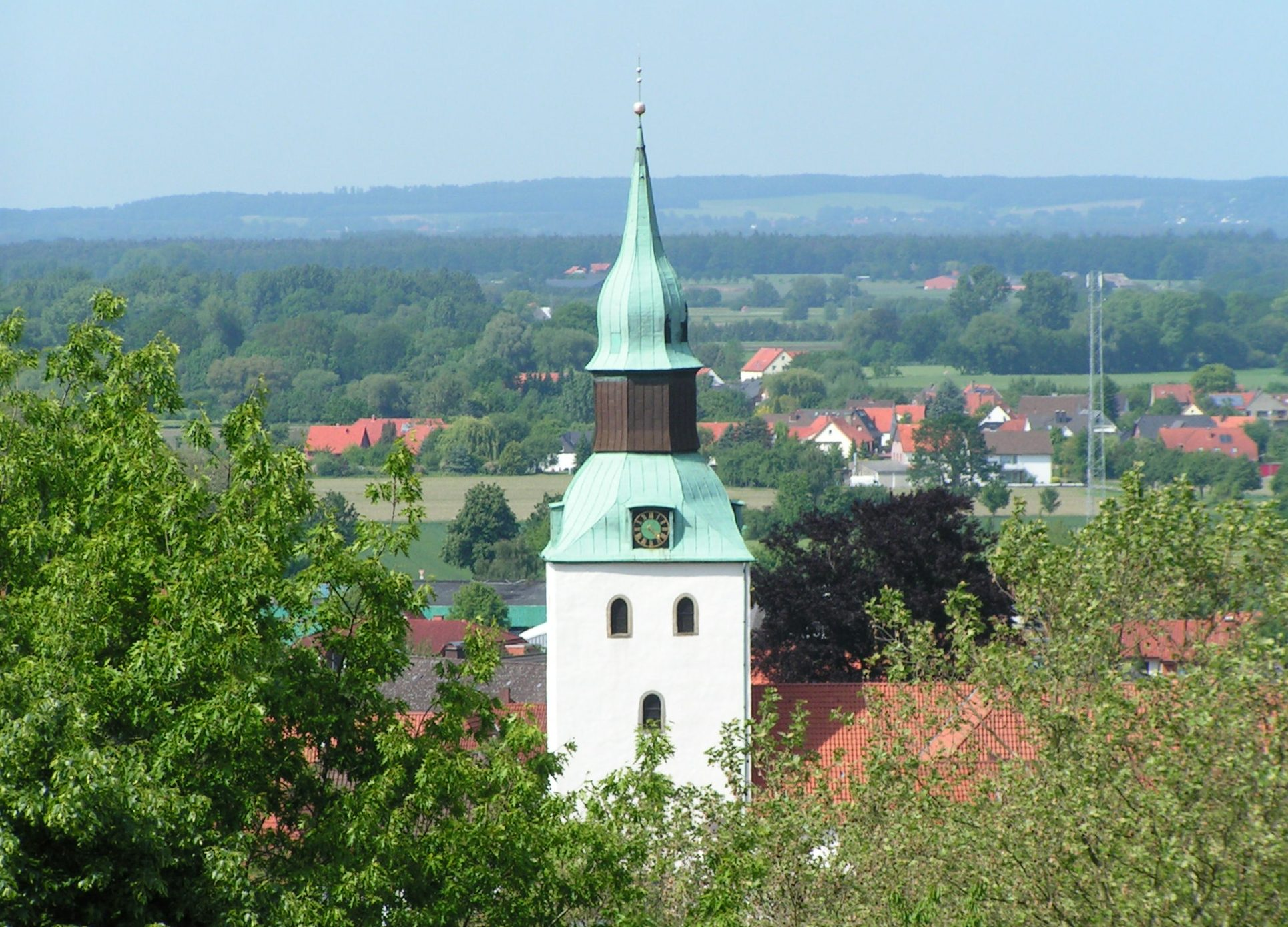
Gezicht op Bad Essen vanaf het Wiehengebirge naar de Stemweder Berg
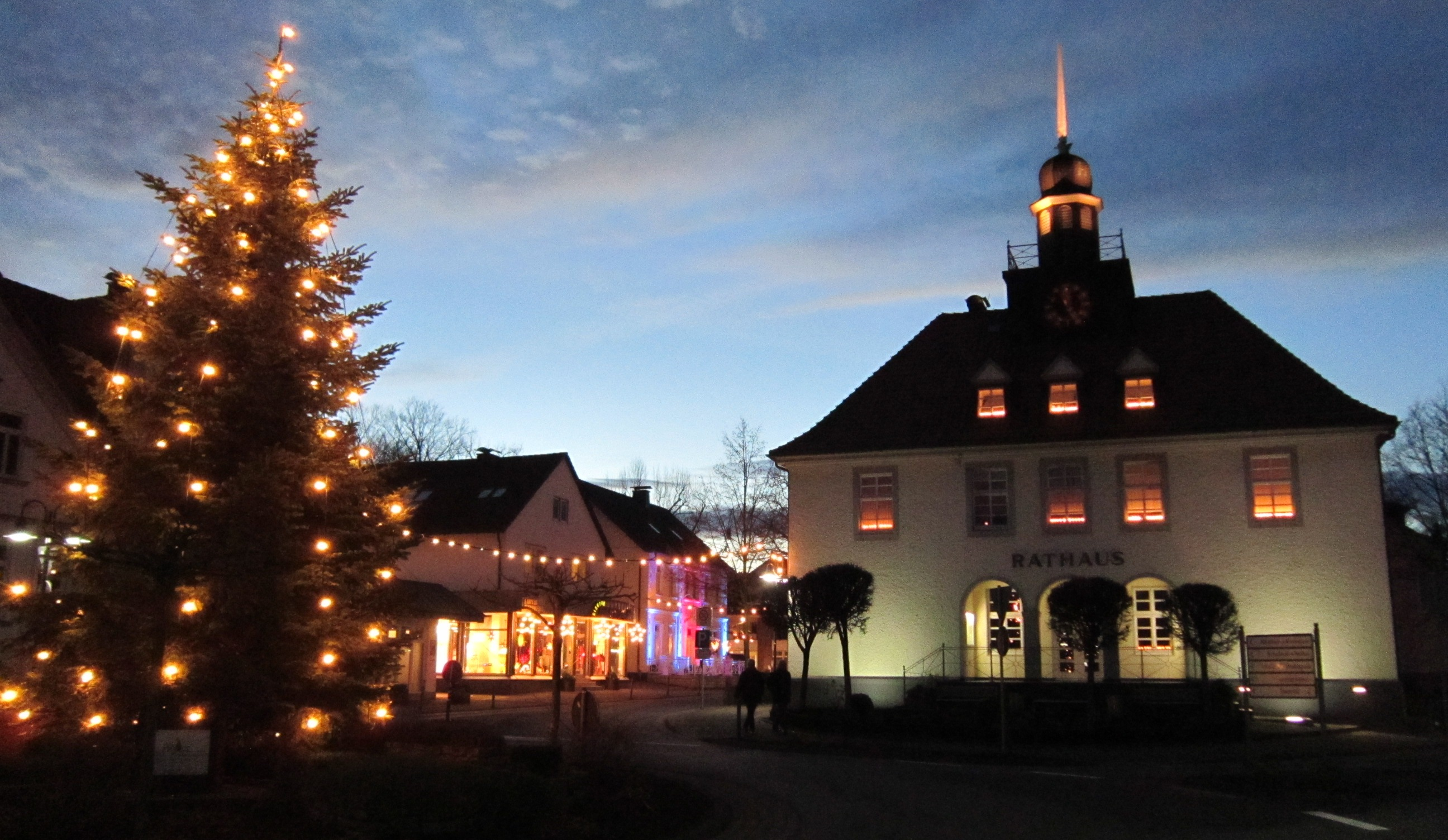
Het raadhuis in kerstsfeer
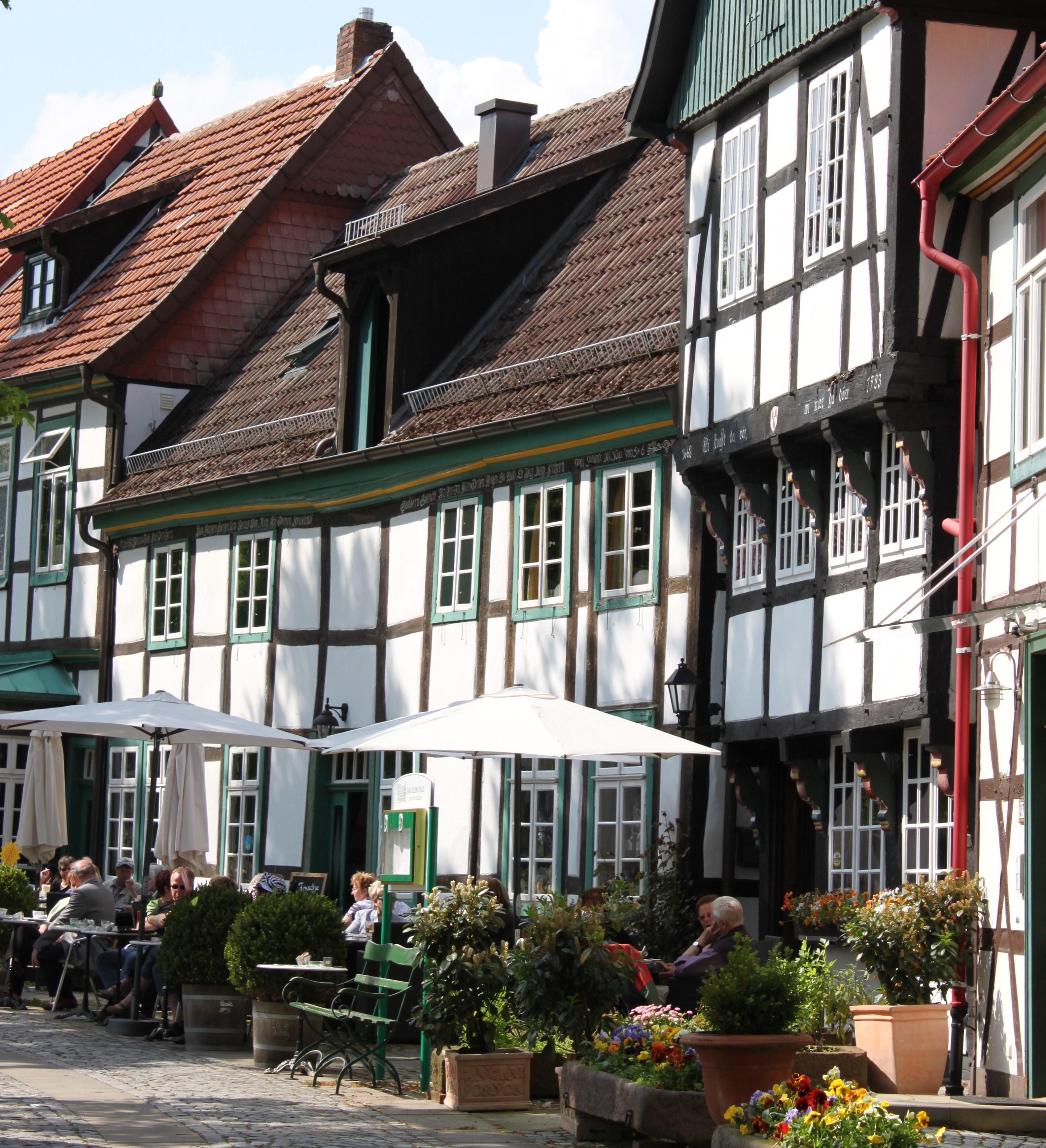
Kirchplatz Bad Essen, klein vakwerkhuis
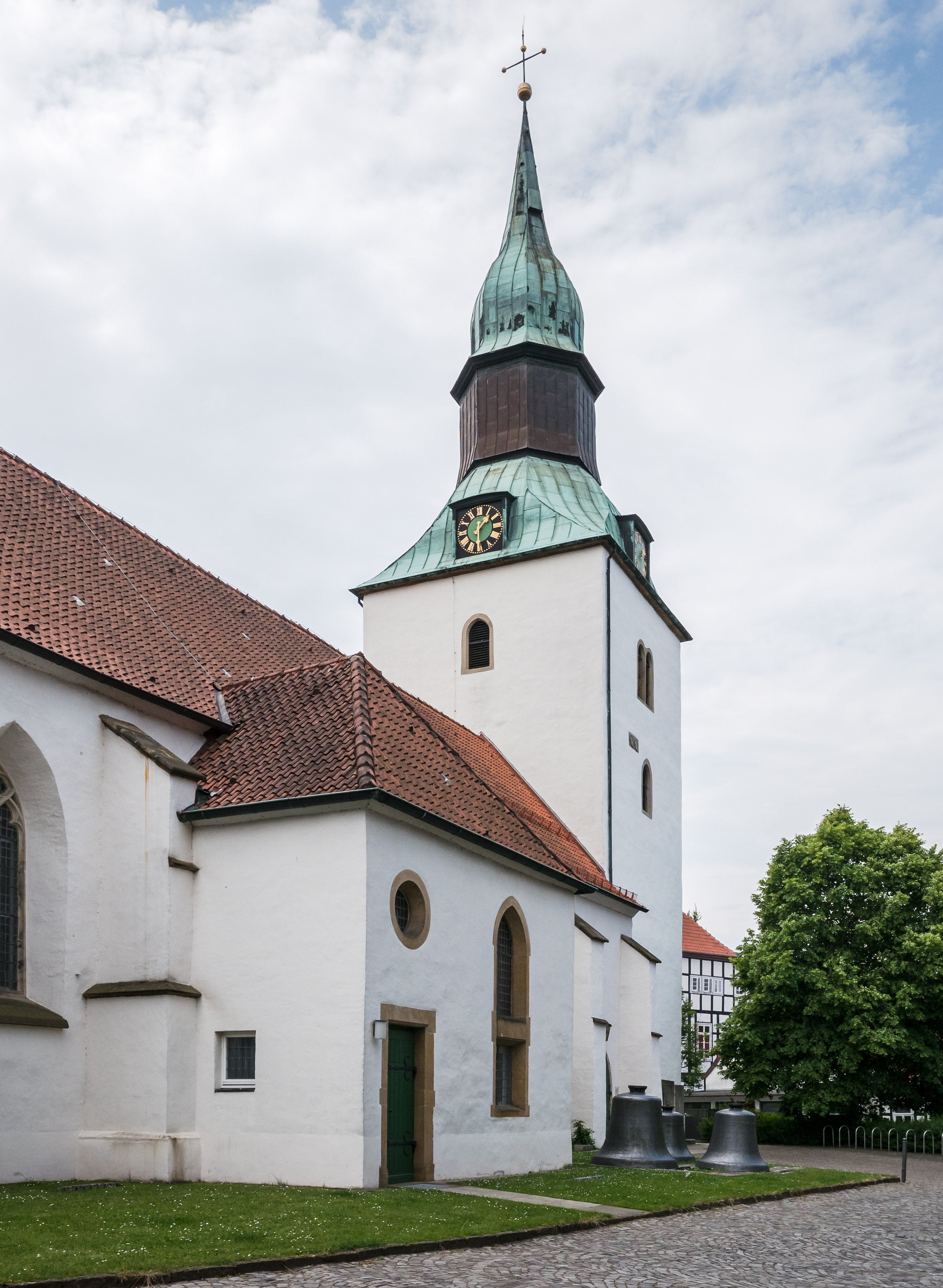
St.-Nicolaaskerk, gezien vanuit het noordoosten
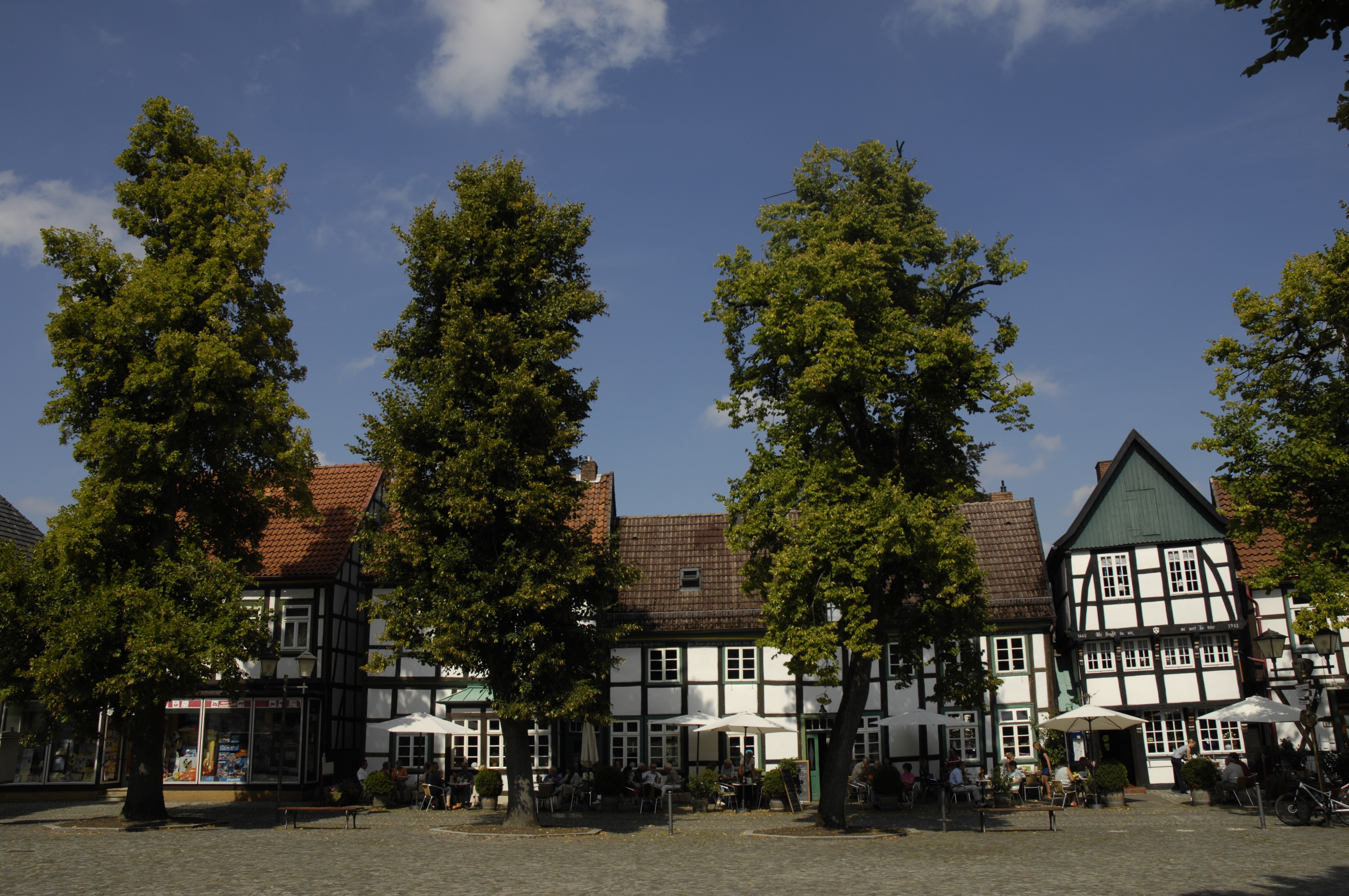
Kirchplatz met rij vakwerkhuisjes (1)
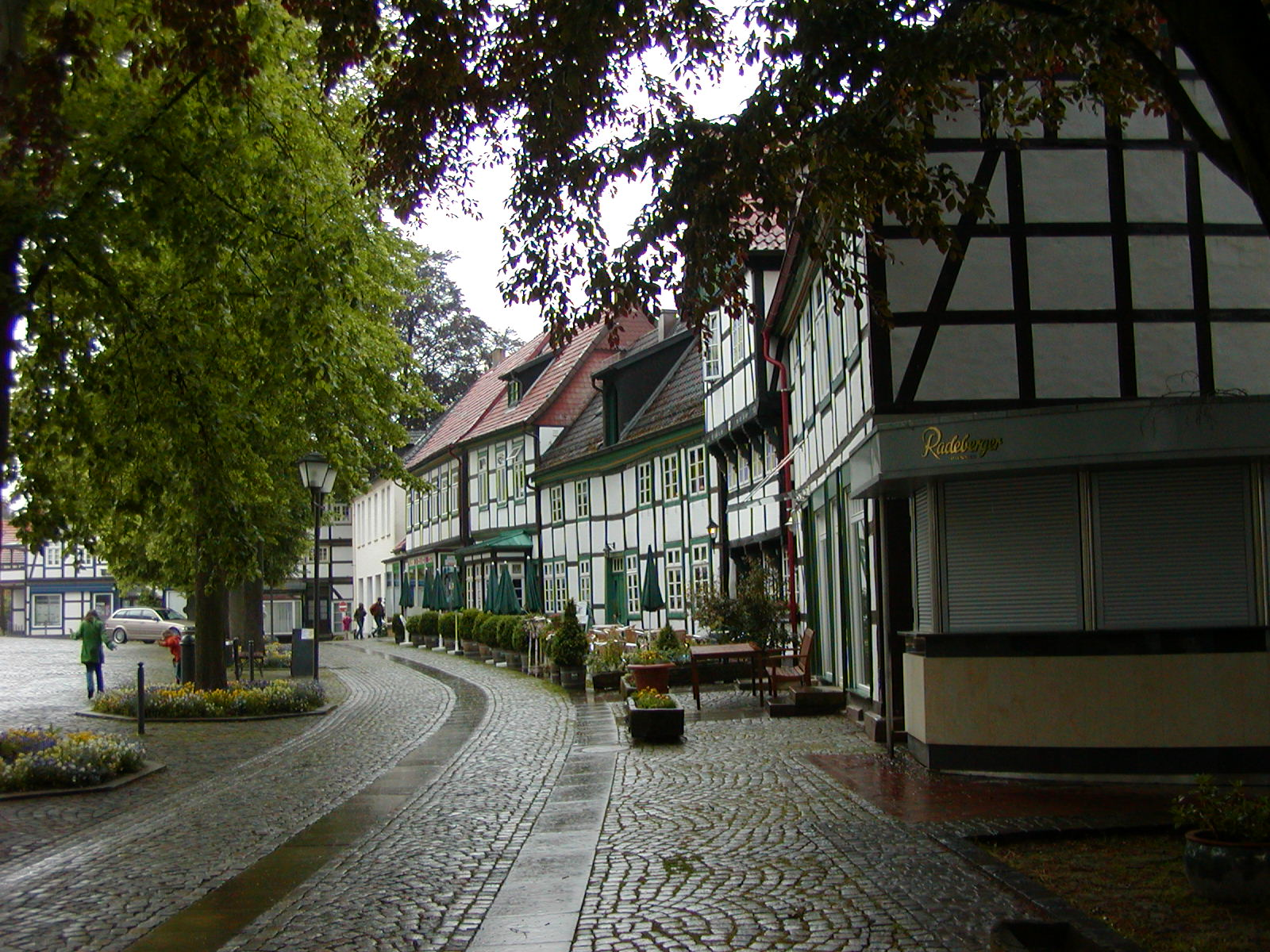
Kirchplatz met rij vakwerkhuisjes (2)
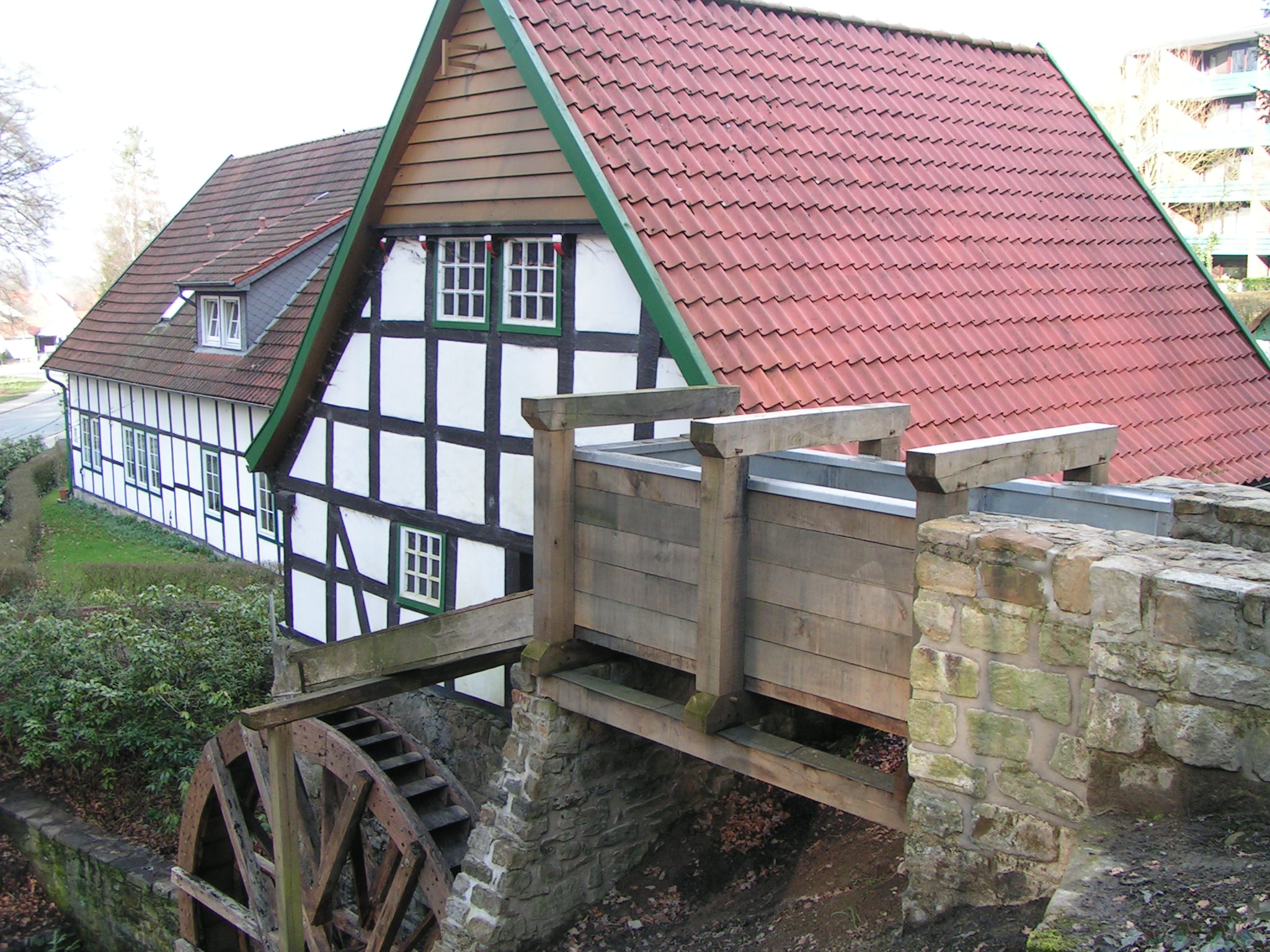
De watermolen
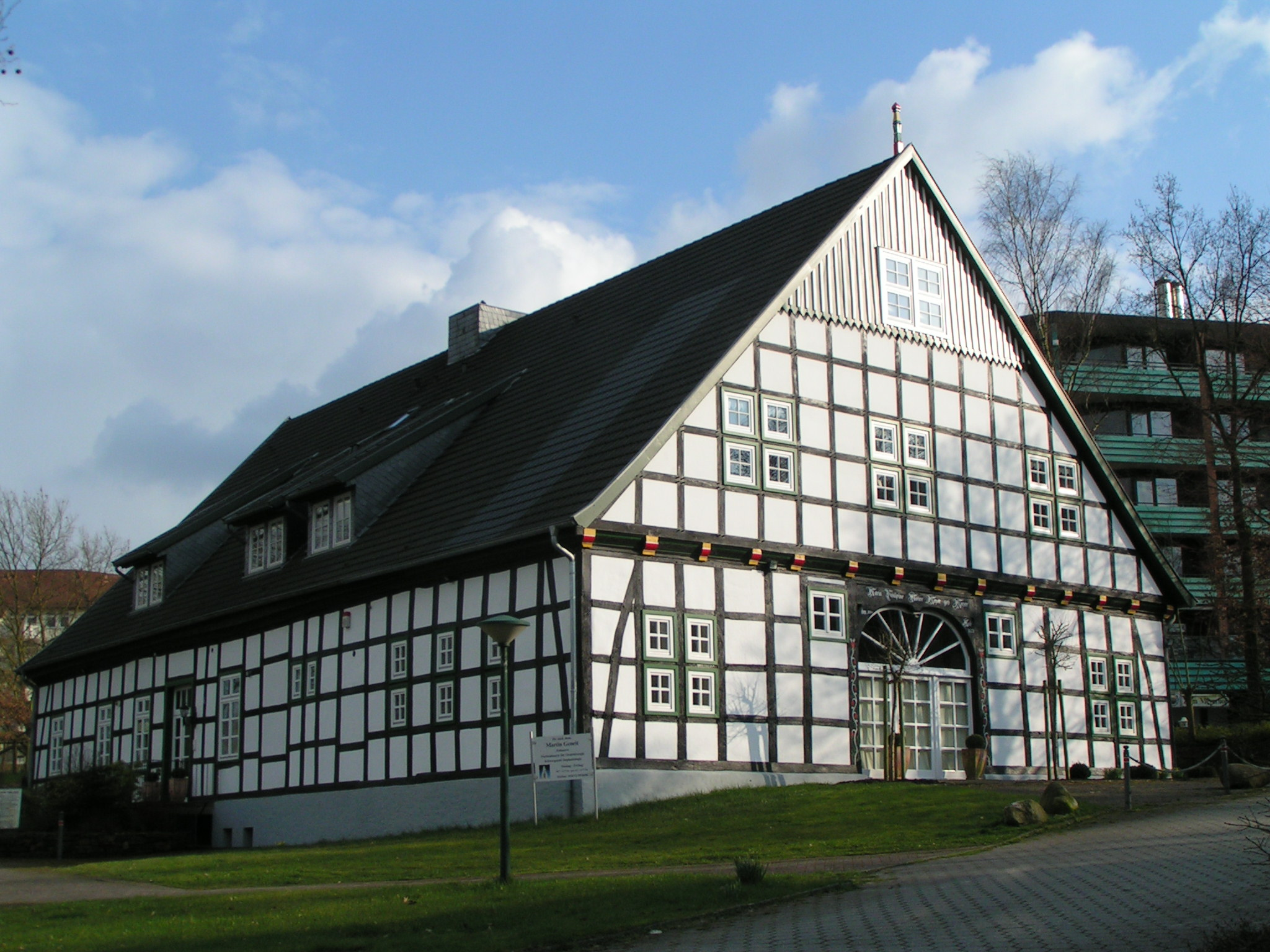
Huis Meyerhof
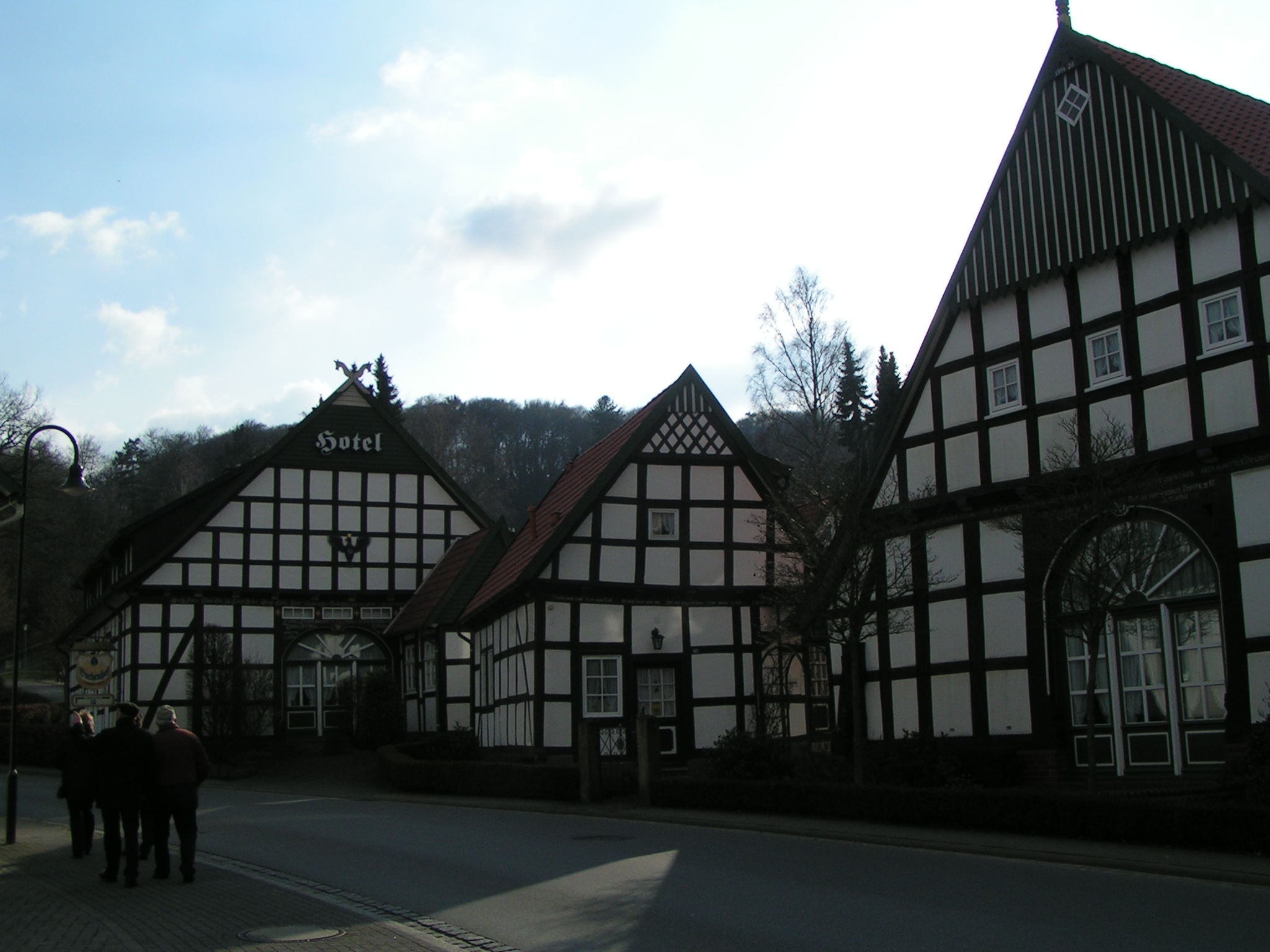
Huizen van mensen, die zowel boer buiten de plaats als burger binnen de plaats waren
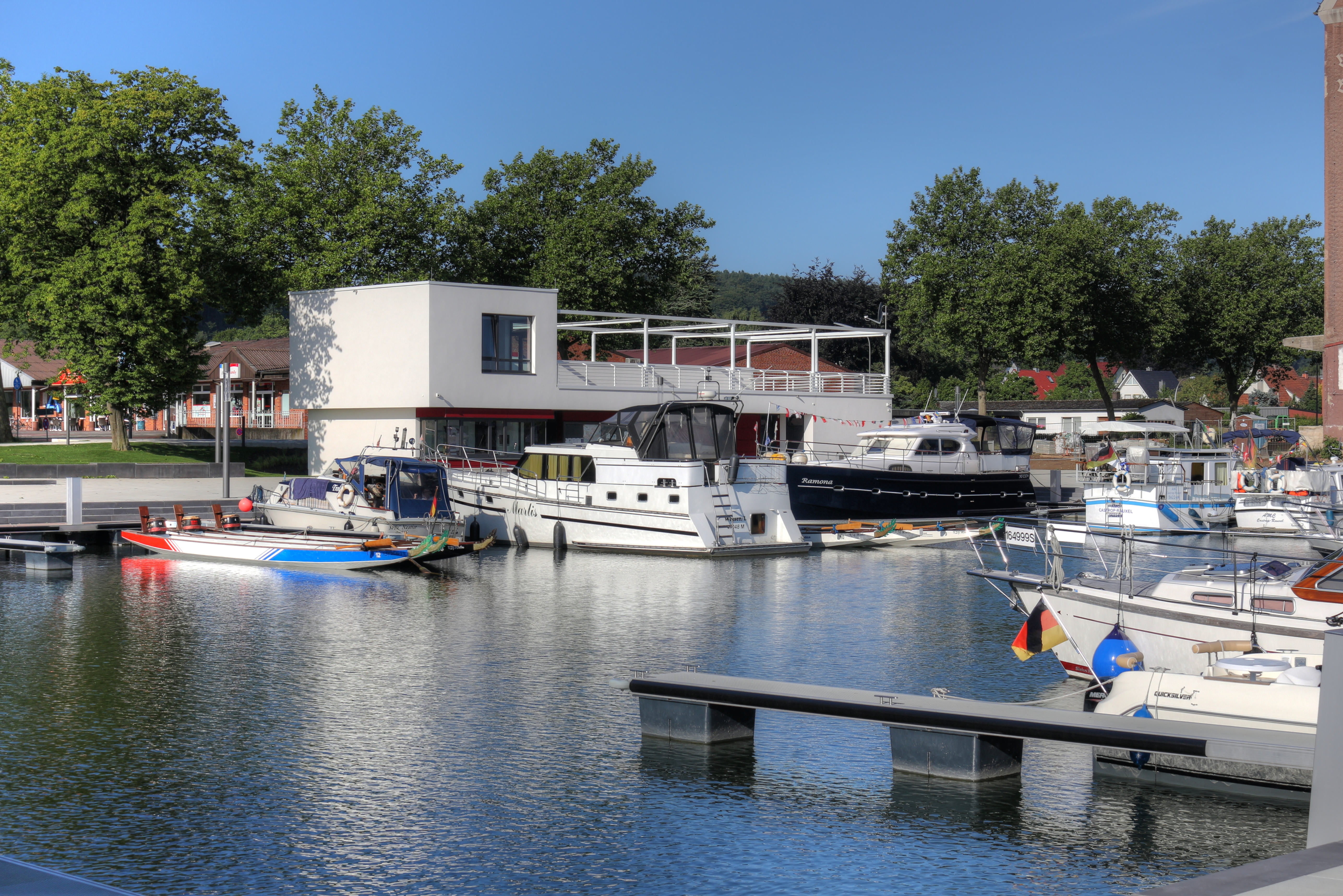
Jachthaven
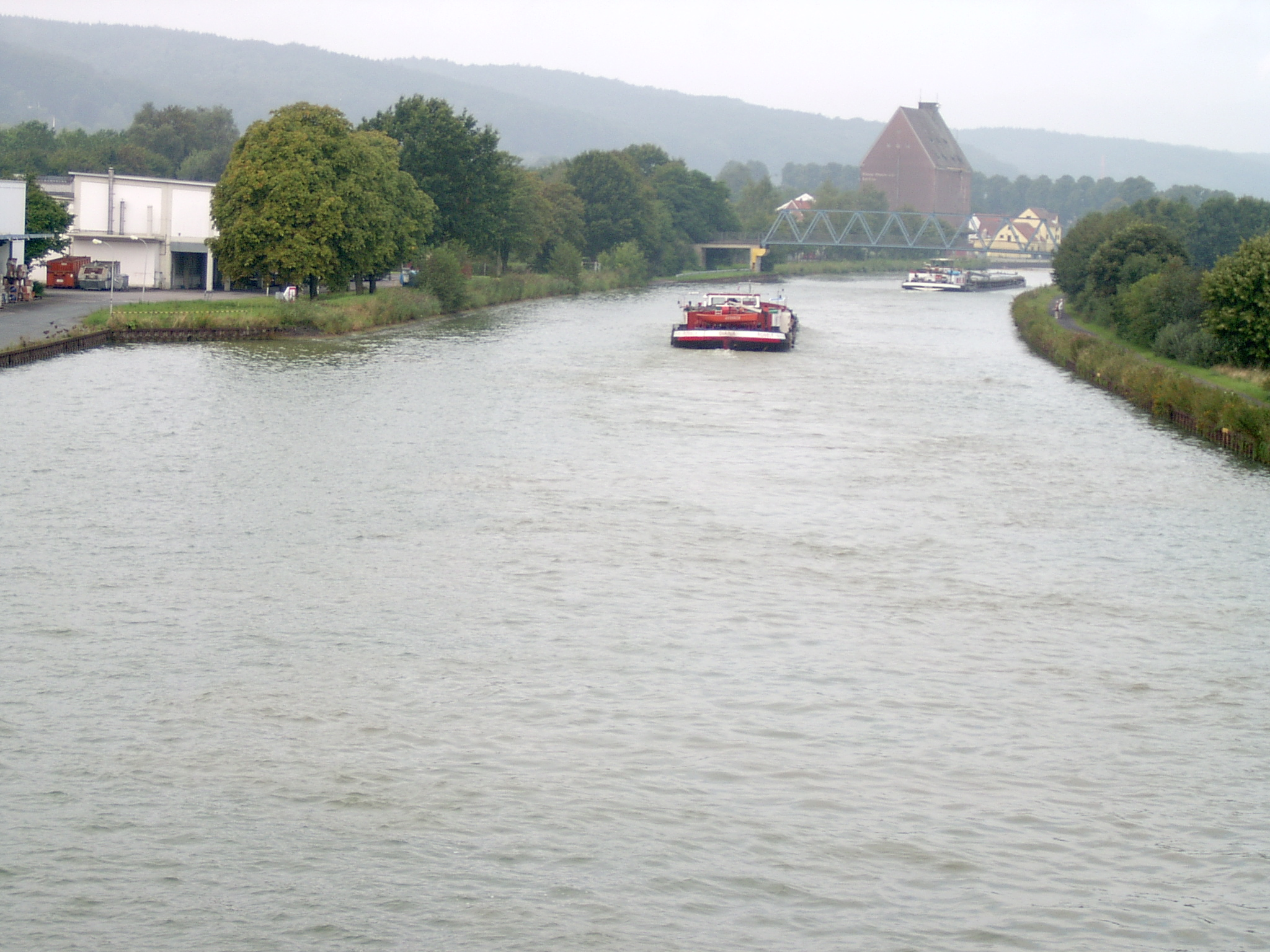
Het Mittellandkanaal bij Bad Essen
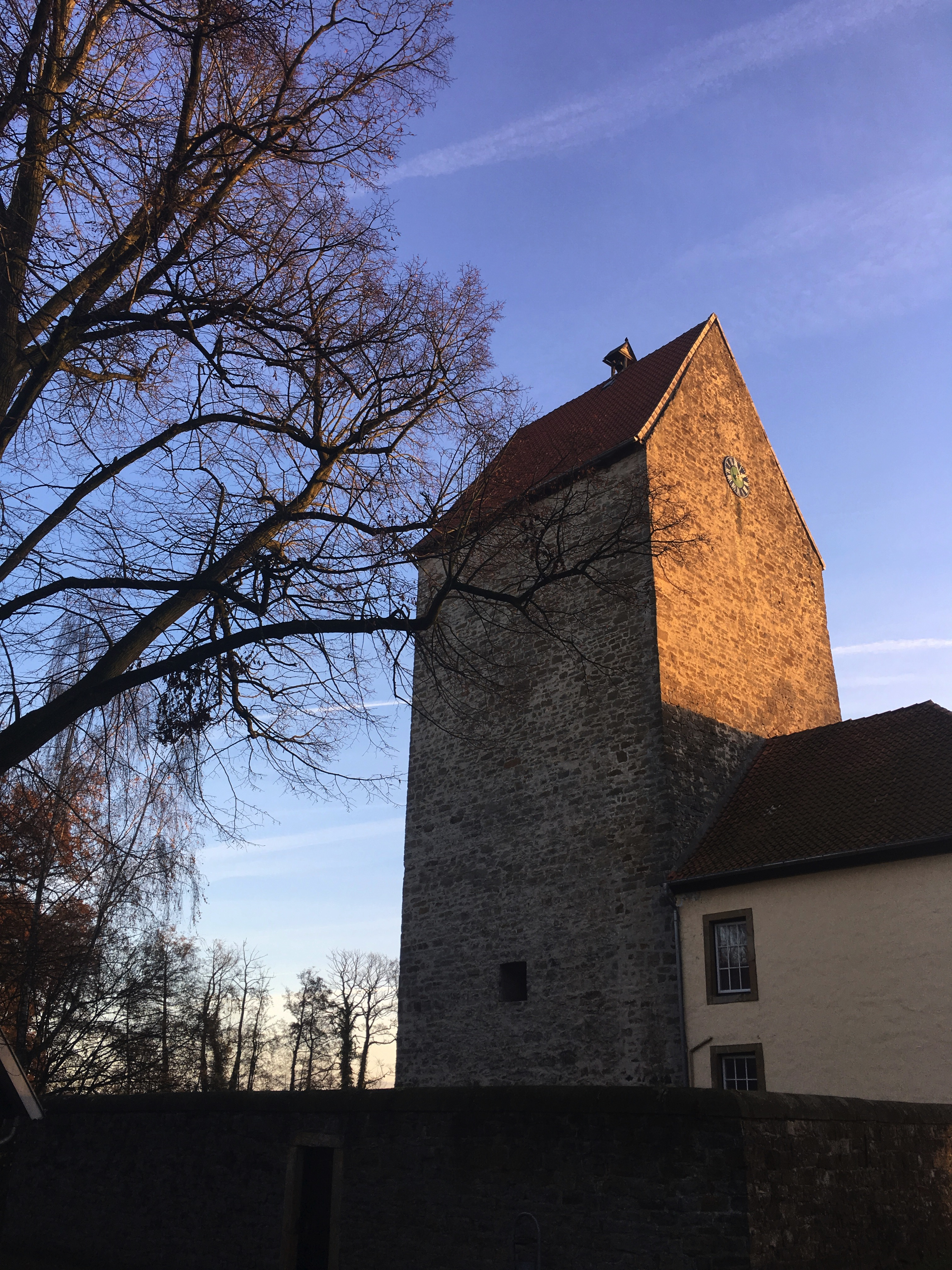
Vestingtoren Burg Wittlage; het kasteel is thans een psychiatrische kliniek
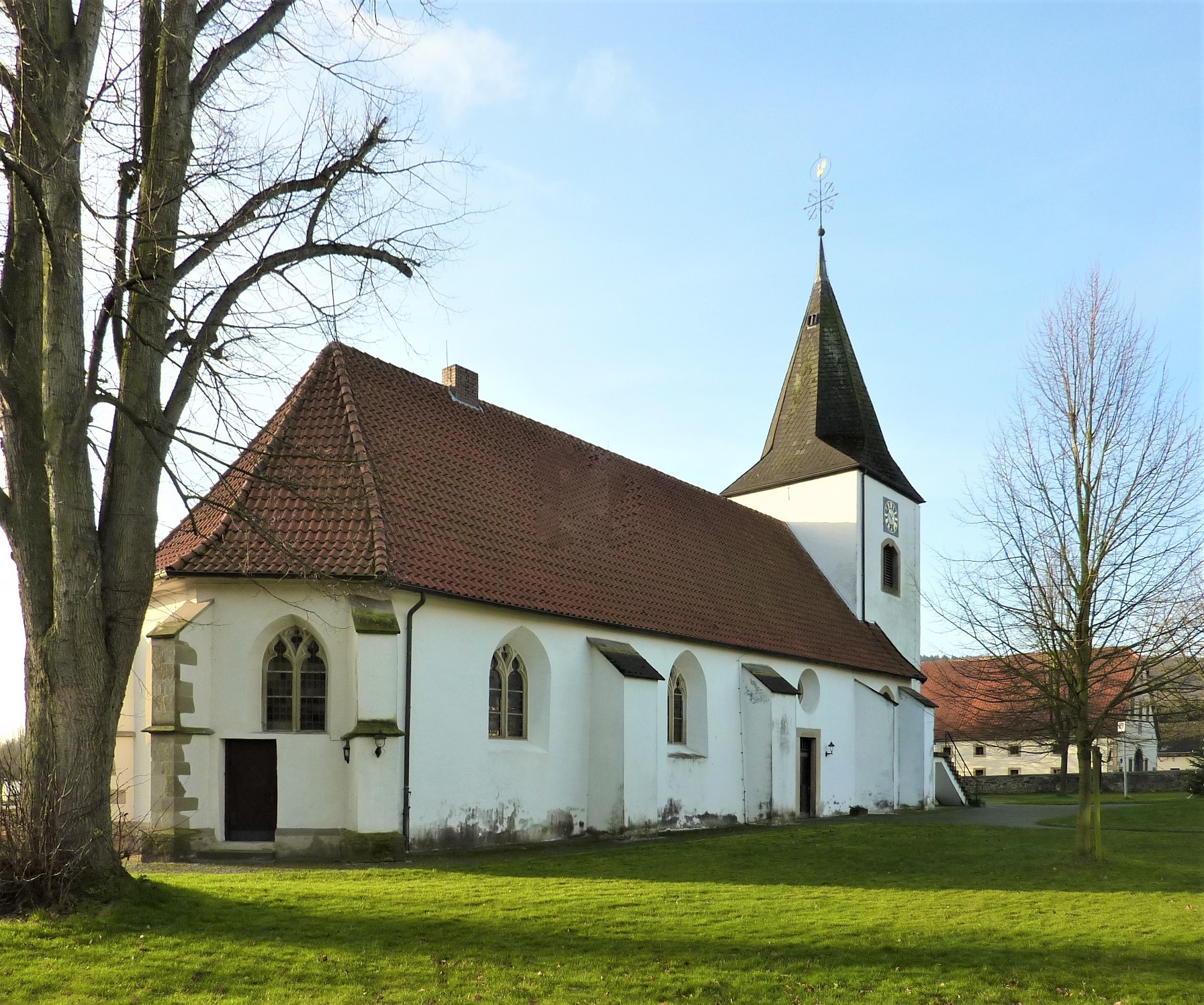
Catharinakerk Barkhausen
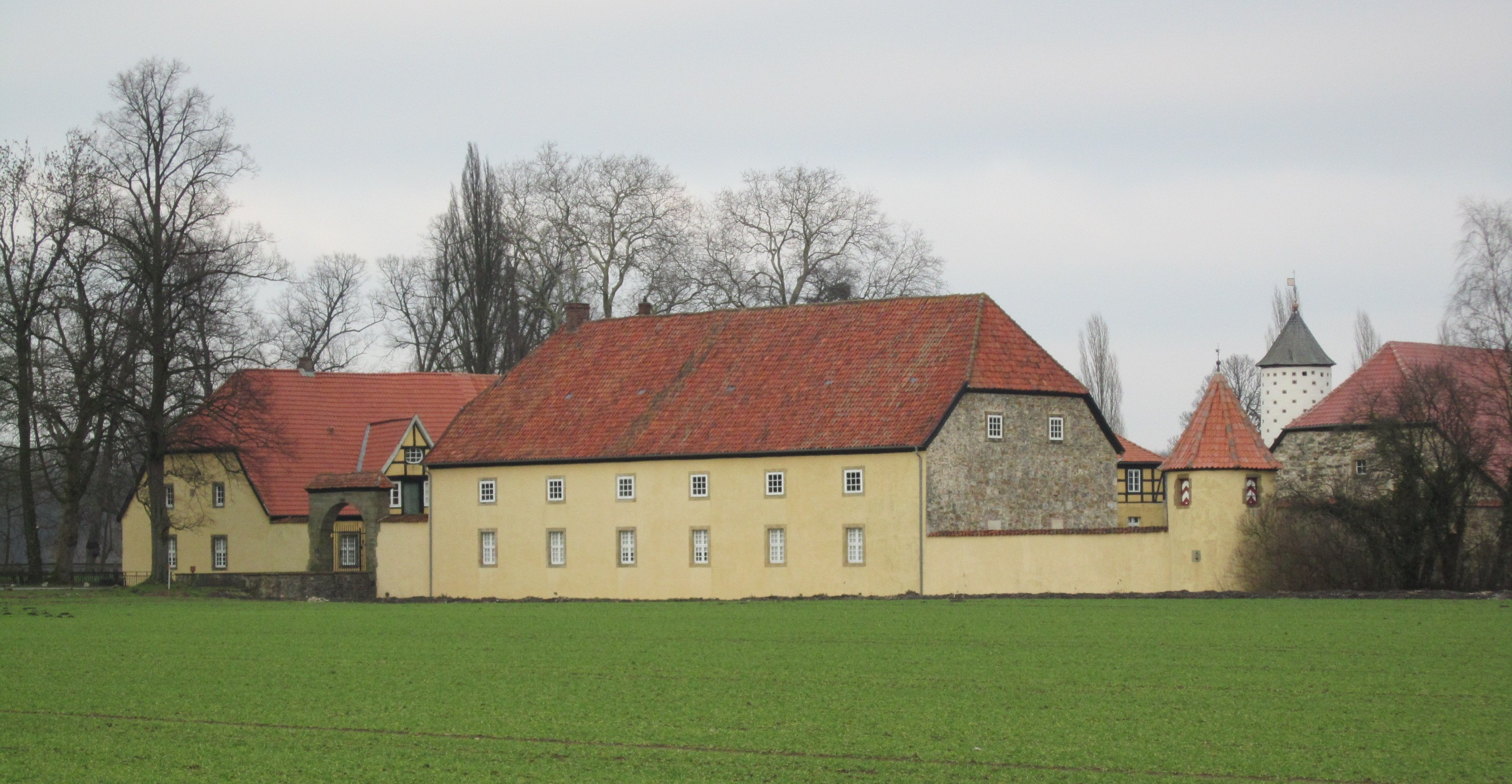
Kasteel Hünnefeld, vanuit het zuiden gezien
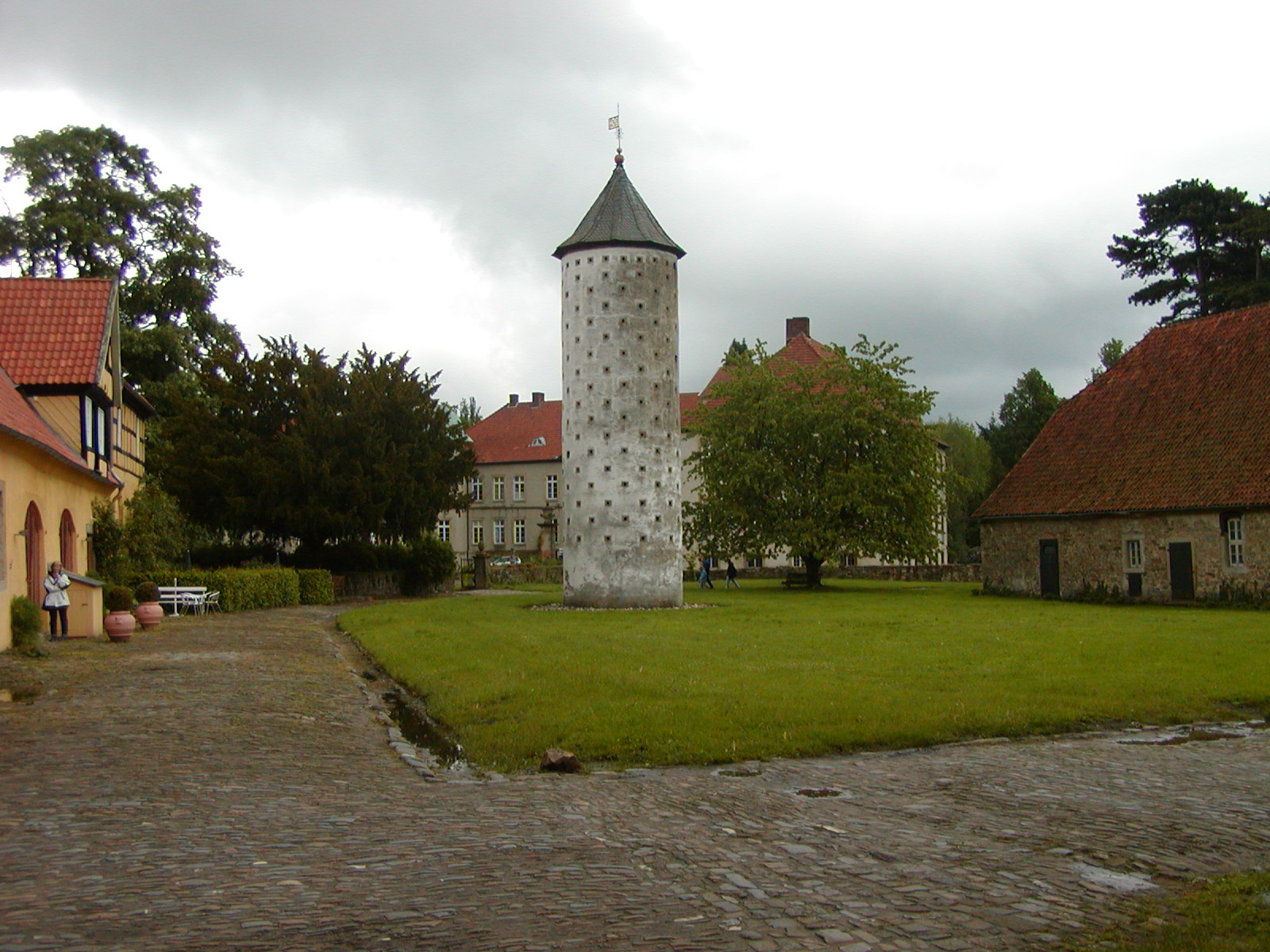
Kasteel Hünnefeld, duiventoren
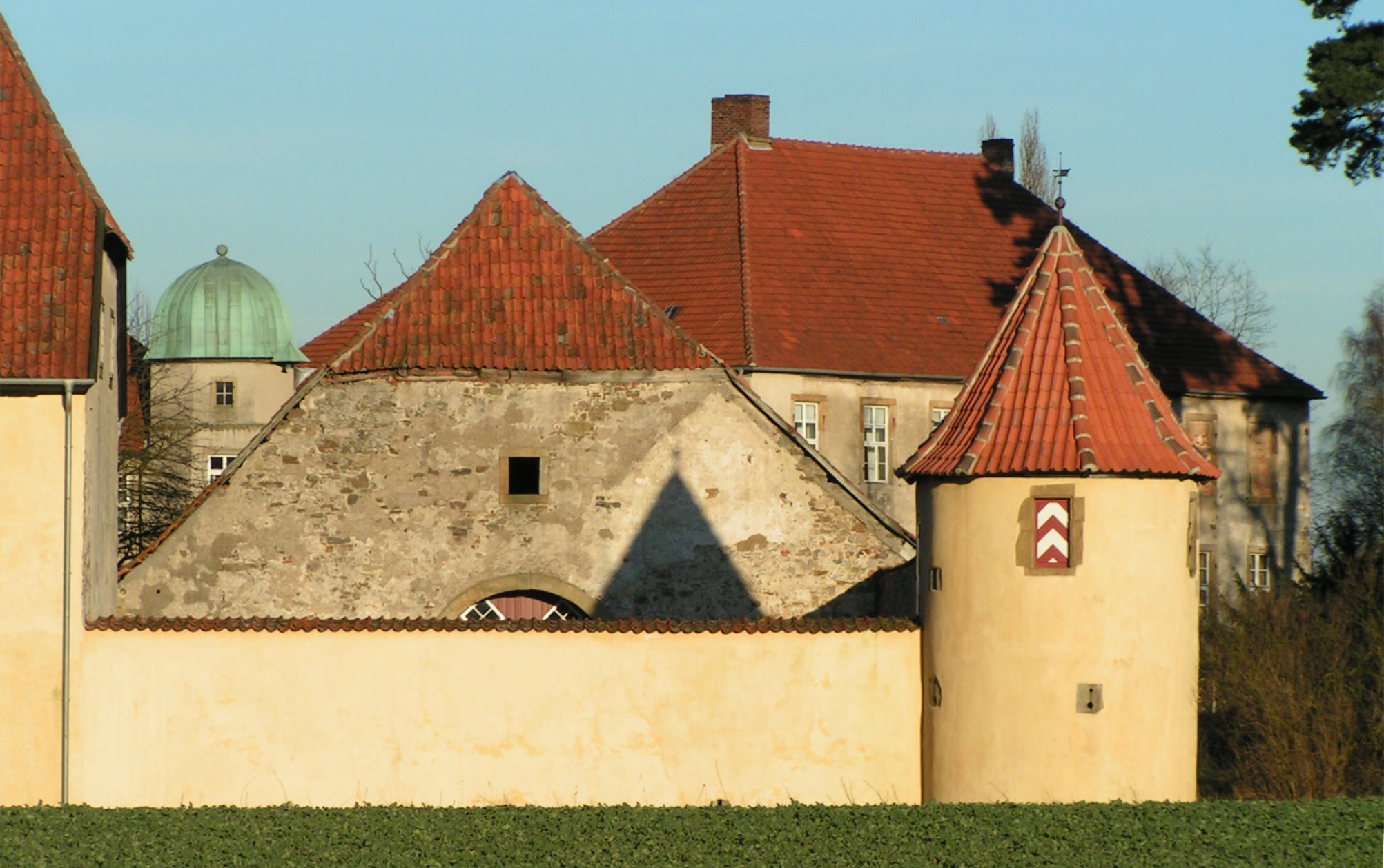
Kasteel Hünnefeld,muur en torens
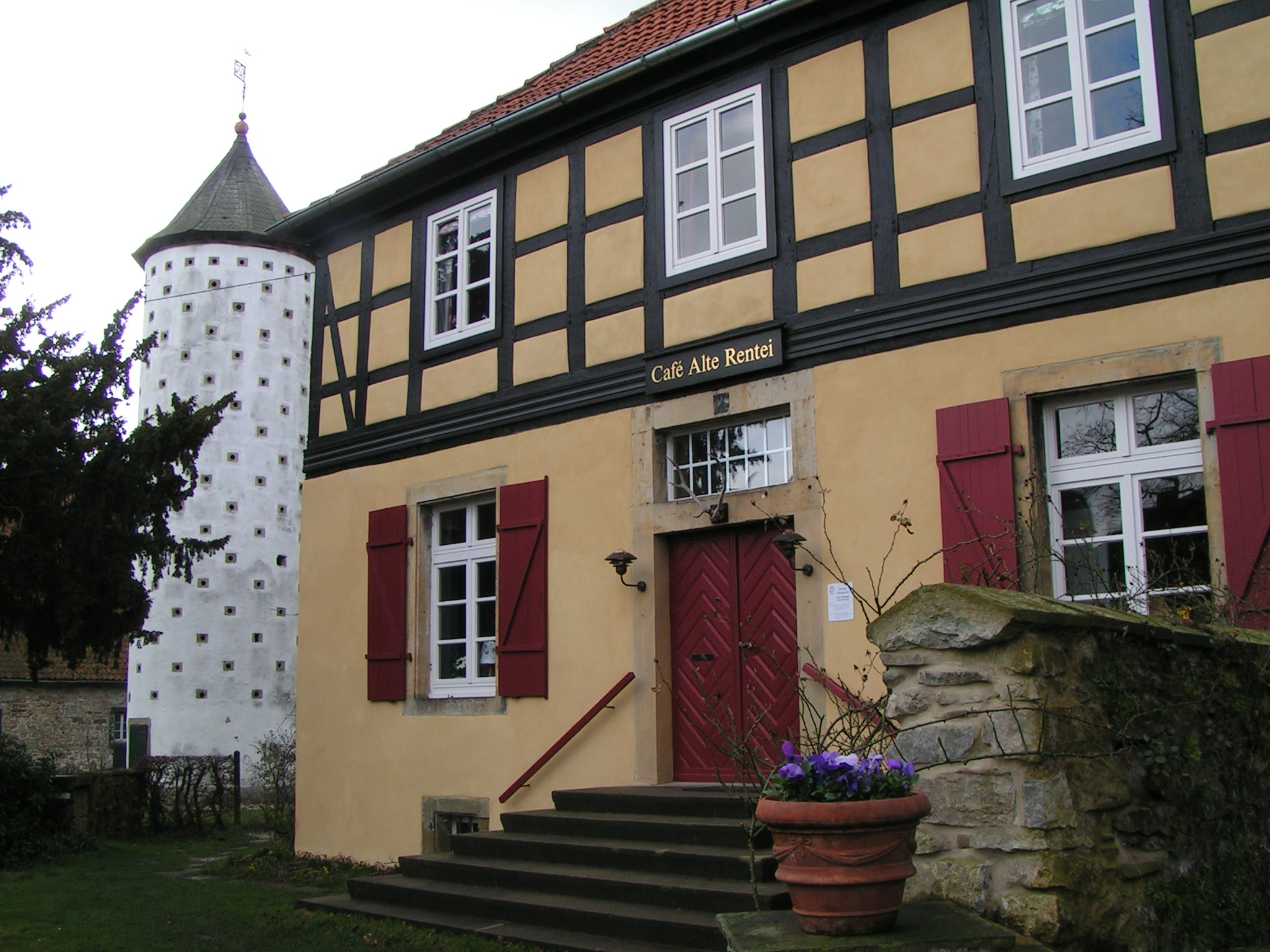
Kasteel Hünnefeld, bijgebouw Alte Rentei (B&B)
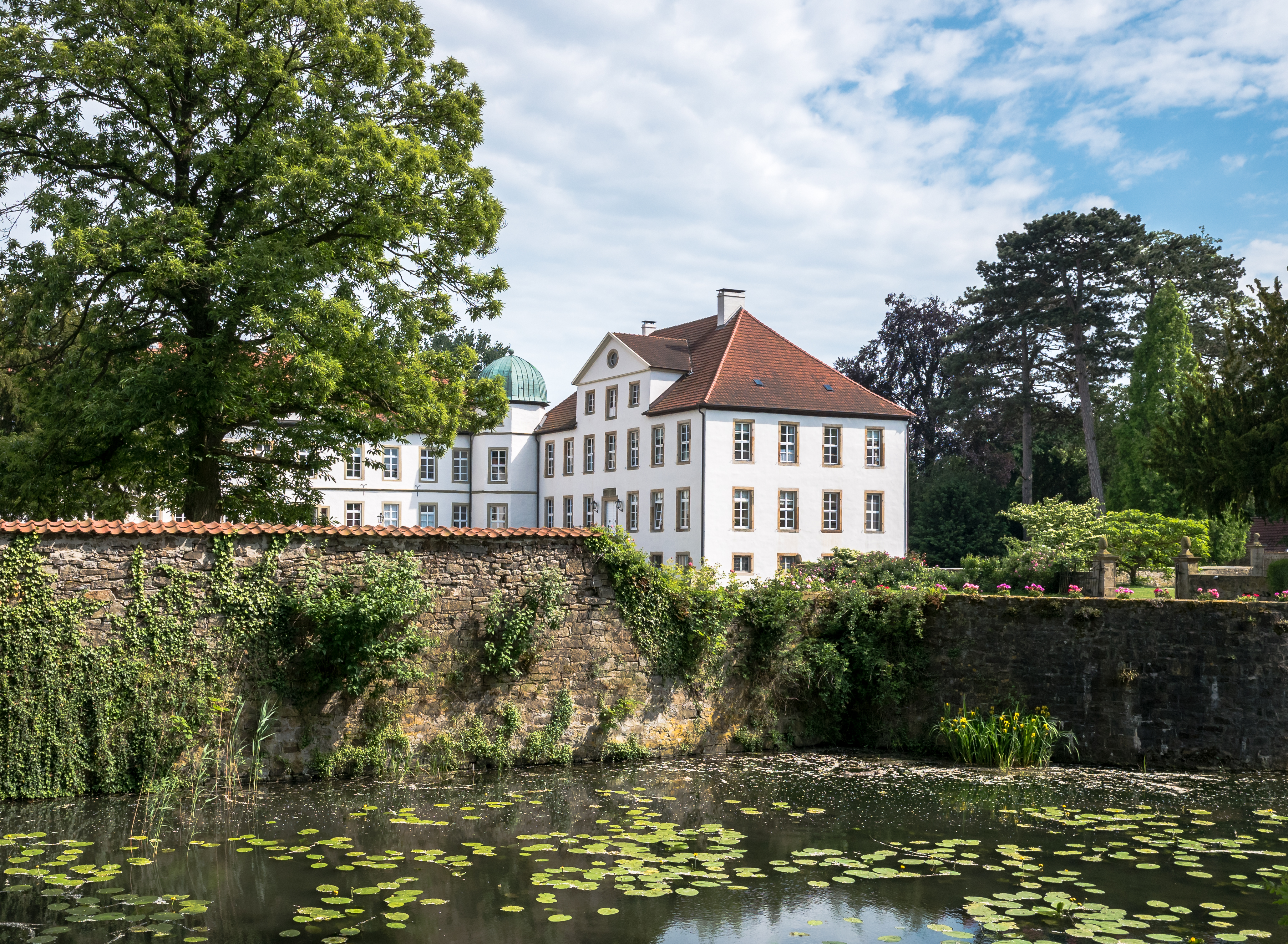
Kasteel Hünnefeld, slotgracht
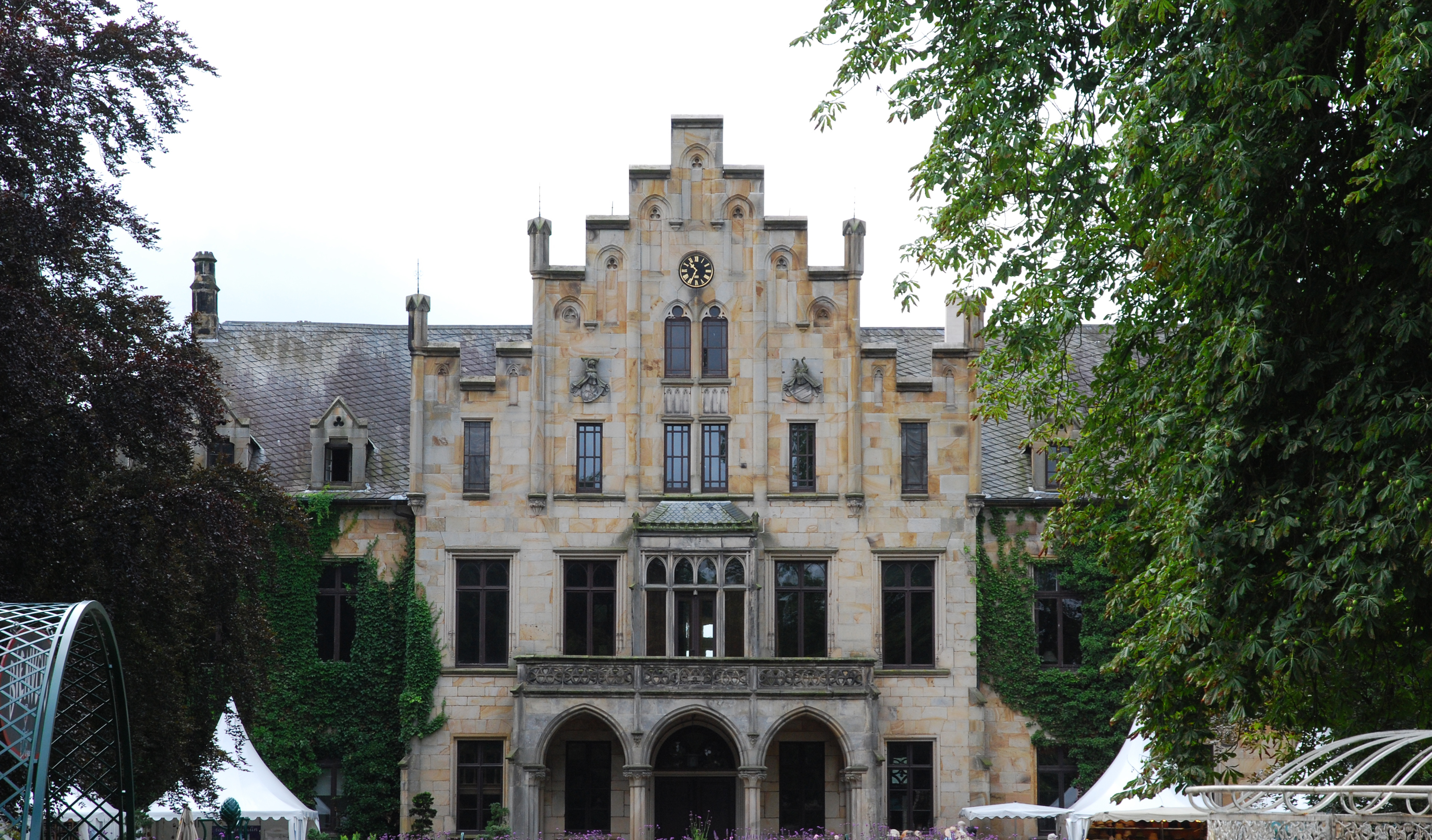
Kasteel Ippenburg, noordkant
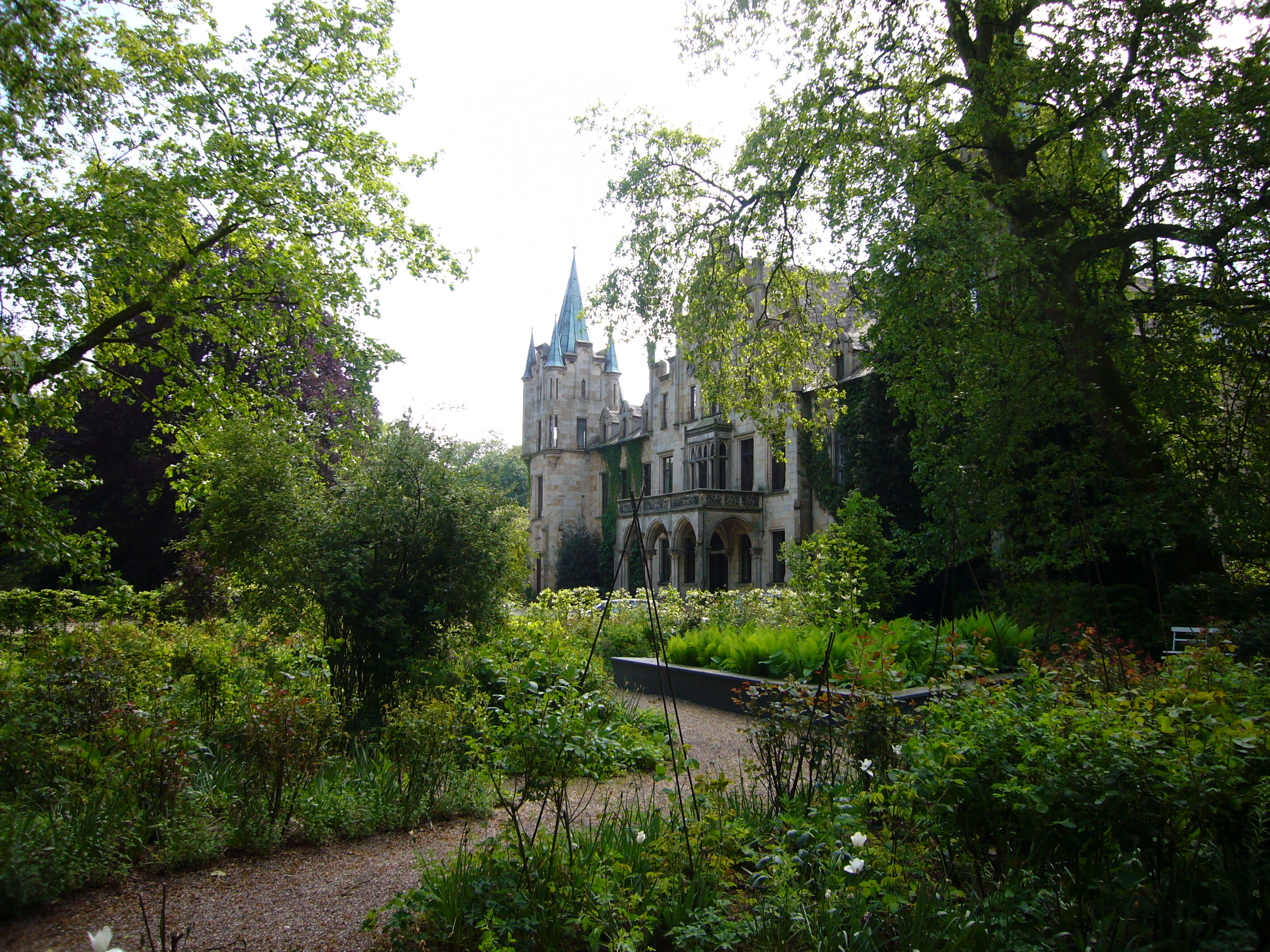
Park Kasteel Ippenburg
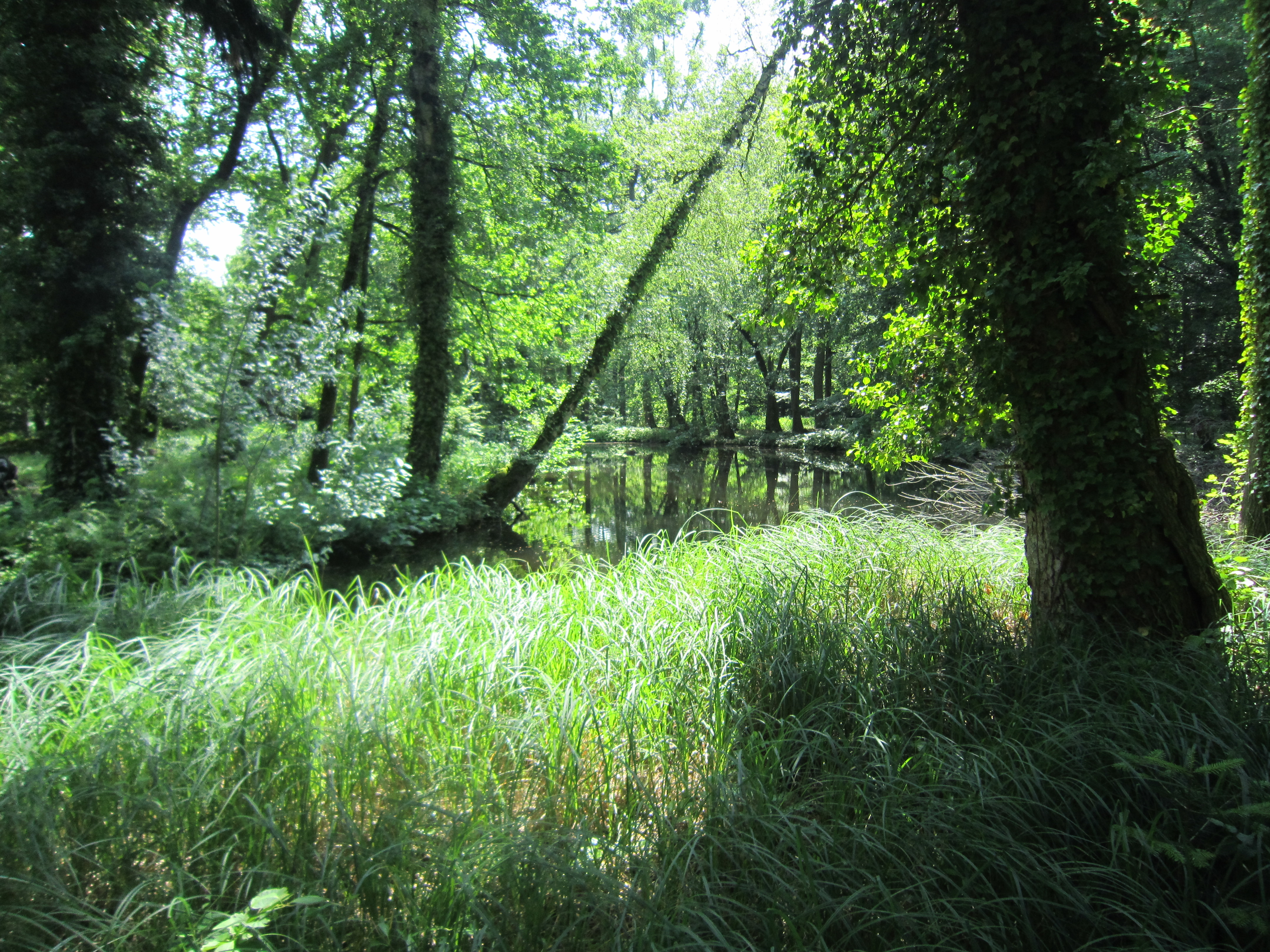
Bos ten westen van Kasteel Ippenburg
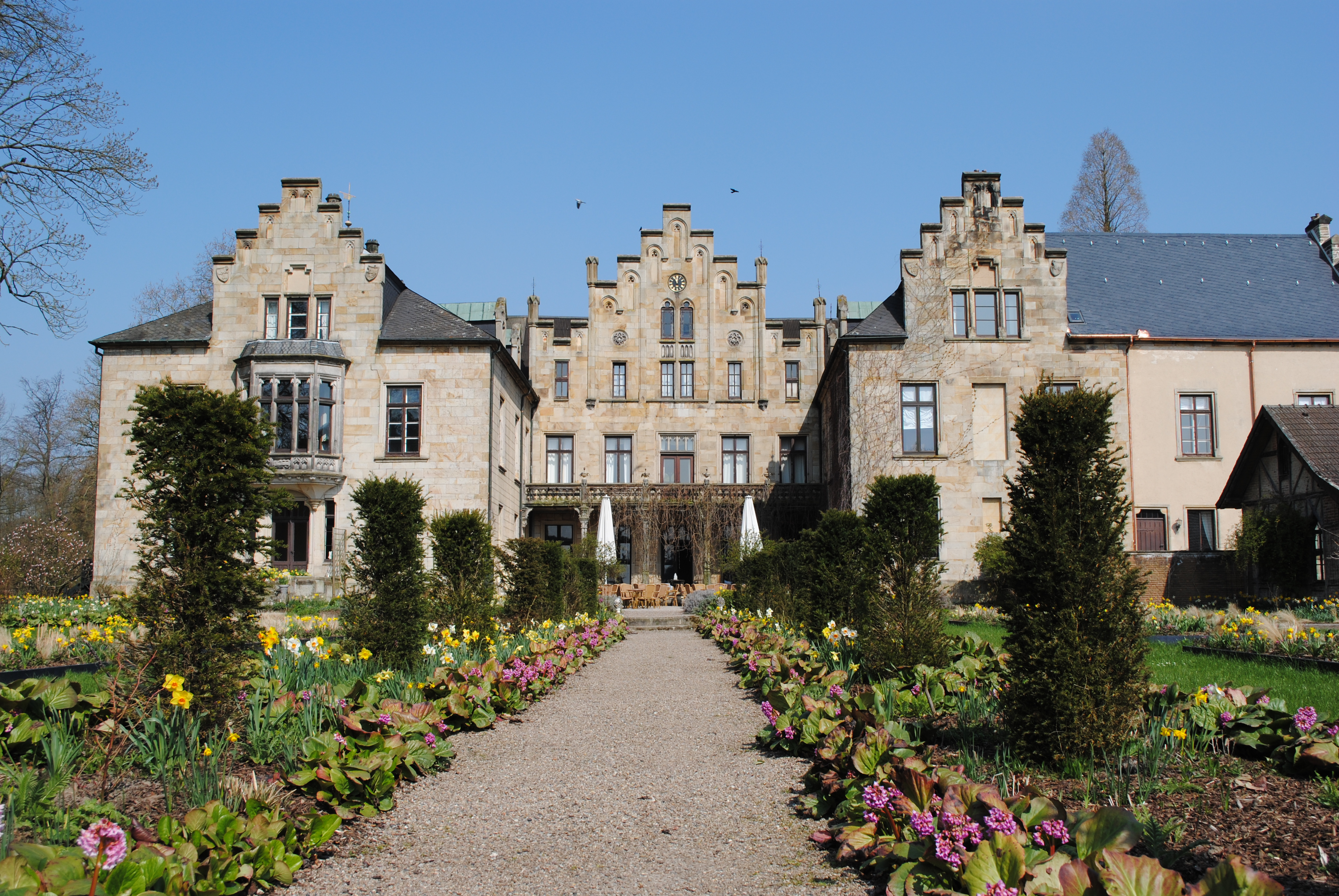
Kasteel Ippenburg, zuidkant
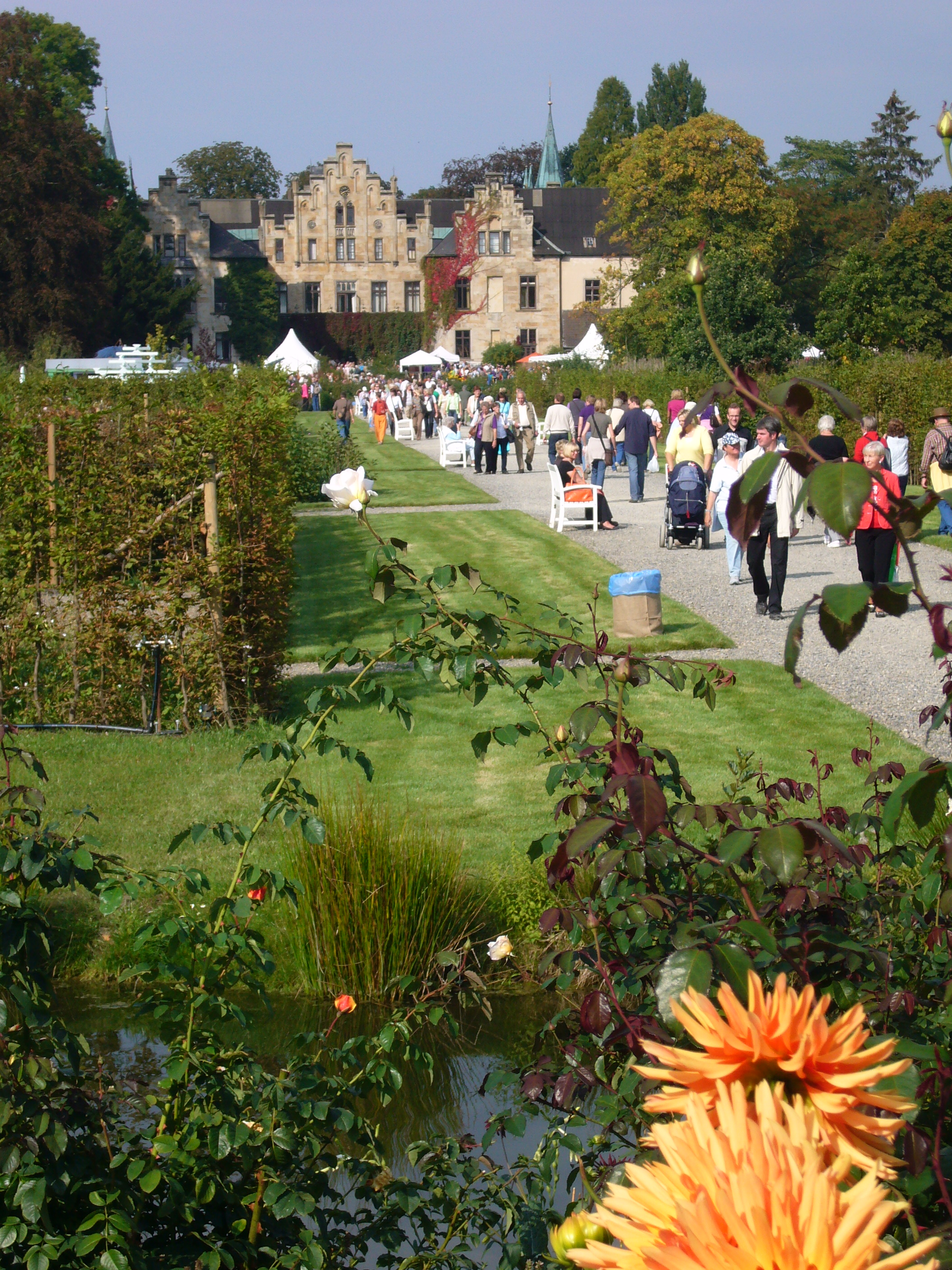
Park Kasteel Ippenburg, zuidkant
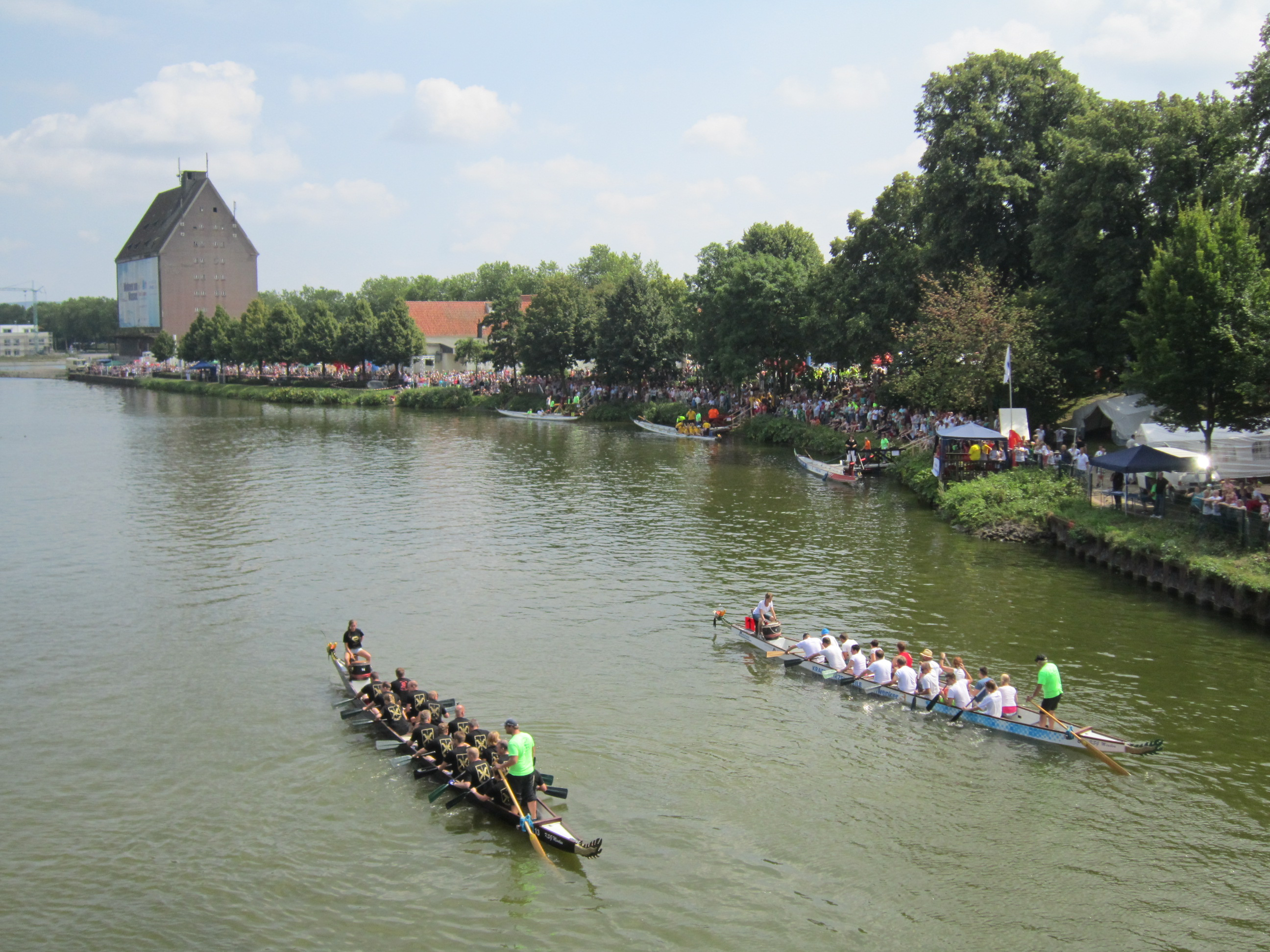
Drakenbootrace